# Elezioni parlamentari negli Stati Uniti d'America del 2022
Le elezioni parlamentari negli Stati Uniti d'America del 2022 si sono tenute l'8 novembre e insieme alle elezioni governatoriali hanno costituito le cosiddette elezioni di metà mandato (Midterm Elections) a metà del mandato del Presidente Joe Biden. Sono stati rinnovati tutti i 435 seggi della Camera dei rappresentanti e i 34 seggi del Senato appartenenti alla classe 3. Si è svolta anche l'elezione speciale per un seggio del Senato di classe 2 a seguito delle dimissioni del senatore che lo occupava. Si sono tenute anche 39 elezioni dei governatori, oltre a numerose elezioni statali e locali. Quelle del 2022 sono state le prime elezioni toccate dal ridisegno dei collegi a seguito del censimento del 2020. Il Partito Repubblicano ha ottenuto alla Camera una risicata maggioranza, mentre i Democratici hanno mantenuto il controllo del Senato.
Mentre le elezioni di metà mandato vedono tipicamente il partito del Presidente perdere seggi al Congresso, i Democratici hanno avuto una performance molto superiore ai trend storici, l'ondata rossa (repubblicana) largamente anticipata non si è materializzata, e la corsa alla vittoria è stata più combattuta del previsto. I Repubblicani hanno avuto migliori risultati nelle roccaforti come la Florida, il Tennessee e il Texas, e hanno visto incrementare i propri voti nel tradizionalmente democratico stato di New York, il che è stato sufficiente per ottenere il controllo della Camera con una risicata maggioranza; questo risultato è però stato controbilanciato da una performance più debole su alcuni seggi critici, incluso il Senato, dove gli elettori hanno rifiutato i candidati repubblicani sostenuti da Donald Trump o che hanno negato la sconfitta di Trump alle elezioni presidenziali del 2020, sfidando le analisi che prevedevano un sistema politico più favorevole ai repubblicani.
La forza del Partito Democratico a livello statale e nelle elezioni senatoriali è stata storica, e inattesa. Il partito ha ottenuto un incremento di seggi alle elezioni dei governatori, strappando ai Repubblicani le cariche di governatori dell'Arizona, Maryland e Massachusetts; mentre i Repubblicani hanno ottenuto il governatore del Nevada. Nelle elezioni legislative statali, i Democratici hanno strappato ai Repubblicani entrambe le camere della Legislatura dello stato del Michigan, il Senato del Minnesota, la Camera dei rappresentanti della Pennsylvania e hanno portato ad un governo di coalizione nel Senato dell'Alaska. A seguito di queste elezioni legislative e governatoriali, i Democratici hanno ottenuto il pieno controllo del governo del Michigan per la prima volta dal 1983, e nel Massachusetts, Maryland e Minnesota per la prima volta dal 2015. Quelle del 2022 sono le prime elezioni di metà mandato dal 1934 in cui il partito del Presidente non ha perso in nessuna camera statale o nessun senatore in carica. Si è trattato anche delle prime elezioni dal 1986 in cui un partito ha ottenuto un incremento di governatori durante la propria presidenza, e la prima volta dal 1934 in cui ciò sia avvenuto sotto un Presidente democratico. Il Governatore della Florida Ron DeSantis ha ottenuto una larga vittoria in uno stato che in precedenza era considerato uno dei maggiori swing state, e gli analisti hanno definito DeSantis il principale vincitore delle elezioni, e l'unica vittoria significativa dei Repubblicani.

## Senato
Già prima delle elezioni, il Senato è stato controllato dai Democratici, che, pur detenendo tanti seggi quanto i Repubblicani (entrambi avevano ottenuto 50 seggi alla tornata precedente), risultavano in maggioranza grazie al potere decisivo della Vicepresidente democratica Kamala Harris: quest'ultima infatti, ricoprendo ex officio la carica di presidente del Senato, poteva esercitare il cosiddetto "tie-breaking vote" ("voto dirimente"), prendendo parte alle votazioni nei casi in cui vi fosse parità di voti (ovvero nei casi in cui il numero di voti favorevoli ad un determinato provvedimento è uguale ai voti contrari allo stesso).
I Repubblicani per riottenere la maggioranza avrebbero quindi avuto bisogno di conquistare almeno 1 seggio.
A seguito delle elezioni, i Democratici hanno mantenuto il controllo del Senato, guadagnando inoltre un seggio aggiuntivo.
In Georgia, che utilizza un sistema elettorale maggioritario a doppio turno invece che a turno unico come la maggior parte degli Stati dell'Unione, si è tenuto un ballottaggio il 6 dicembre, in quanto nessun candidato alla carica di senatore ha ottenuto più del 50% dei voti validi al primo turno.
I senatori eletti hanno iniziato i loro mandati il 3 gennaio 2023 e li concluderanno il 3 gennaio 2029.

### Livello federale
| Partiti | Partiti      | Voti       | %      | Seggi        | Seggi    | Seggi    | Seggi         | Seggi   |  |
| Partiti | Partiti      | Voti       | %      | Pre elezioni | In palio | Ottenuti | Post elezioni | +/-     |  |
| ------- | ------------ | ---------- | ------ | ------------ | -------- | -------- | ------------- | ------- |  |
|         | Repubblicano | 39 876 285 | 49,06  | 50           | 21       | 20       | 49            | 1       |  |
|         | Democratico  | 39 802 675 | 48,97  | 48           | 14       | 15       | 49            | 1       |  |
|         | Indipendenti | 678 055    | 0,83   | 2            | 0        | 0        | 2             | Stabile |  |
|         | Libertario   | 629 563    | 0,77   | 0            | 0        | 0        | 0             | Stabile |  |
|         | Verde        | 87 837     | 0,11   | 0            | 0        | 0        | 0             | Stabile |  |
|         | Costituzione | 40 419     | 0,05   | 0            | 0        | 0        | 0             | Stabile |  |
|         | Altri        | 132 983    | 0,16   | 0            | 0        | 0        | 0             | Stabile |  |
|         | Write-in     | 28 470     | 0,04   | 0            | 0        | 0        | 0             | Stabile |  |
|         |              |            |        |              |          |          |               |         |  |
| Totale  | Totale       | 81 276 287 | 100,00 | 100          | 35       | 35       | 100           | Stabile |  |

### Dettaglio per stato
Di seguito il riepilogo delle elezioni relative ai 34 seggi del Senato:
| Stato             | Senatore uscente       | Senatore uscente                                                                                            | Democratici                                                      | Repubblicani | Altri | Senatore eletto    | Senatore eletto            |
| ----------------- | ---------------------- | --- | ---------------------------------------------------------------- | --- | --- | ------------------ | -------------------------- |
| Alabama           |                        | Richard Shelby (R)                                                                                          | Will Boyd - 30,9%                                                | Katie Britt - 66,8% | John Sophocleus (L) - 2,3% |                    | Katie Britt (R)            |
| Alaska            | Lisa Murkowski (R)     | Patricia Chesbro - 10,4%                                                                                    | Lisa Murkowski - 43,3% Kelly Tshibaka - 42,6% Buzz Kelley - 2,9% | | Lisa Murkowski (R) |                    |                            |
| Arizona           |                        | Mark Kelly (D)                                                                                              | Mark Kelly - 51,4%                                               | Blake Masters - 46,5% | Mark Victor (L) - 2,1% |                    | Mark Kelly (D)             |
| Arkansas          |                        | John Boozman (R)                                                                                            | Natalie James - 31,0%                                            | John Boozman - 65,8% | Kenneth Cates (L) - 3,2% |                    | John Boozman (R)           |
| California        |                        | Alex Padilla (D)                                                                                            | Alex Padilla - 61,2%                                             | Mark Meuser - 38,8% | |                    | Alex Padilla (D)           |
| Carolina del Nord |                        | Richard Burr (R)                                                                                            | Cheri Beasley - 47,3%                                            | Ted Budd - 50,5% | Shannon Bray (L) - 1,4% Matthew Hoh (V) - 0,8% |                    | Ted Budd (R)               |
| Carolina del Sud  | Tim Scott (R)          | Krystle Matthews - 37,1%                                                                                    | Tim Scott - 62,9%                                                | | Tim Scott (R) |                    |                            |
| Colorado          |                        | Michael Bennet (D)                                                                                          | Michael Bennet - 55,9%                                           | Joe O'Dea - 41,3% | Brian Peotter (L) - 1,7% T.J. Cole (U) - 0,7% Frank Atwood (A) - 0,5%                                                                                       |                    | Michael Bennet (D)         |
| Connecticut       | Richard Blumenthal (D) | Richard Blumenthal - 57,5%                                                                                  | Leora Levy - 42,5%                                               | | Richard Blumenthal (D) |                    |                            |
| Dakota del Nord   |                        | John Hoeven (R)                                                                                             | Katrina Christiansen - 25,0%                                     | John Hoeven - 56,5% | Rick Becker (I) - 18,5% |                    | John Hoeven (R)            |
| Dakota del Sud    | John Thune (R)         | Brian Bengs - 26,2%                                                                                         | John Thune - 69,6%                                               | Tamara Lesnar (L) - 4,2% | John Thune (R) |                    |                            |
| Florida           | Marco Rubio (R)        | Val Demings - 41,3%                                                                                         | Marco Rubio - 57,7%                                              | Dennis Misigoy (L) - 0,4% Steven Grant (N) - 0,4% Tuan Nguyen (N) - 0,2%                                                                              | Marco Rubio (R) |                    |                            |
| Georgia           |                        | Raphael Warnock (D)                                                                                         | Raphael Warnock - 49,4%/51,4%                                    | Herschel Walker - 48,5%/48,6% | Chase Oliver (L) - 1,7% |                    | Raphael Warnock (D)        |
| Hawaii            | Brian Schatz (D)       | Brian Schatz - 71,2%                                                                                        | Bob McDermott - 26,0%                                            | Feena Bonoan (L) - 1,2% Emma Pohlman (V) - 1,0% Dan Decker (A) - 0,5%                                                                                 | Brian Schatz (D) |                    |                            |
| Idaho             |                        | Mike Crapo (R)                                                                                              | David Roth - 28,7%                                               | Mike Crapo - 60,7% | Scott Clevelant (I) - 8,4% Ray Writz (C) - 1,4% Sierra Law (L) - 0,7%                                                                                       |                    | Mike Crapo (R)             |
| Illinois          |                        | Tammy Duckworth (D)                                                                                         | Tammy Duckworth - 56,4%                                          | Kathy Salvi - 42,0% | Bill Redpath (L) - 1,7% |                    | Tammy Duckworth (D)        |
| Indiana           |                        | Todd Young (R)                                                                                              | Thomas McDermott - 37,9%                                         | Todd Young - 58,7% | James Sceniak (L) - 3,4% |                    | Todd Young (R)             |
| Iowa              | Chuck Grassley (R)     | Michael Franken - 43,9%                                                                                     | Chuck Grassley - 56,1%                                           | | Chuck Grassley (R) |                    |                            |
| Kansas            | Jerry Moran (R)        | Mark Holland - 36,9%                                                                                        | Jerry Moran - 60,1%                                              | David Graham (L) - 2,9% | Jerry Moran (R) |                    |                            |
| Kentucky          | Rand Paul (R)          | Charles Booker - 38,2%                                                                                      | Rand Paul - 61,8%                                                | | Rand Paul (R) |                    |                            |
| Louisiana         | John Neely Kennedy (R) | Gary Chambers - 17,9% Luke Mixon - 13,2% Syrita Steib - 2,3% Vinny Mendoza - 0,9% Salvador Rodriguez - 0,6% | John Kennedy - 61,6% Devin Graham - 1,8%                         | Beryl Billiot (N) - 0,7% Bradley McMorris (I) - 0,4% Aaron Sigler (L) - 0,4% Xan John (A) - 0,2% Thomas La Fontaine (N) - 0,1% Thomas Wenn (O) - 0,1% | John Neely Kennedy (R) |                    |                            |
| Maryland          |                        | Chris Van Hollen (D)                                                                                        | Chris Van Hollen - 65,2%                                         | Chris Chaffee - 34,8% | |                    | Chris Van Hollen (D)       |
| Missouri          |                        | Roy Blunt (R)                                                                                               | Trudy Busch Valentine - 42,1%                                    | Eric Schmitt - 55,5% | Jonathan Dine (L) - 1,7% Paul Venable (C) - 0,7% |                    | Eric Schmitt (R)           |
| Nevada            |                        | Catherine Cortez Masto (D)                                                                                  | Catherine Cortez Masto - 48,9%                                   | Adam Laxalt - 48,0% | Barry Lindermann (N) - 0,8% Neil Scott (L) - 0,6% Barry Rubinson (I) - 0,5%                                                                                 |                    | Catherine Cortez Masto (D) |
| New Hampshire     | Maggie Hassan (D)      | Maggie Hassan - 53,6%                                                                                       | Don Bolduc - 44,4%                                               | Jeremy Kauffman (L) - 2,0% | Maggie Hassan (D) |                    |                            |
| New York          | Chuck Schumer (D)      | Chuck Schumer - 56,4%                                                                                       | Joe Pinion - 43,2%                                               | Diane Sare (O) - 0,5% | Chuck Schumer (D) |                    |                            |
| Ohio              |                        | Rob Portman (R)                                                                                             | Tim Ryan - 46,7%                                                 | J. D. Vance - 53,3% | |                    | J. D. Vance (R)            |
| Oklahoma          | James Lankford (R)     | Madison Horn - 32,1%                                                                                        | James Lankford - 64,3%                                           | Michael Delaney (I) - 1,8% Kenneth Blevins (L) - 1,8%                                                                                                 | James Lankford (R) |                    |                            |
| Oregon            |                        | Ron Wyden (D)                                                                                               | Ron Wyden - 55,9%                                                | Jo Rae Perkins - 41,0% | Chris Henry (P) - 1,9% Dan Pulju (P) - 1,2% |                    | Ron Wyden (D)              |
| Pennsylvania      |                        | Pat Toomey (R)                                                                                              | John Fetterman - 51,2%                                           | Mehmet Öz - 46,4% | Erik Gerhardt (L) - 1,4% Richard Weiss (V) - 0,6% Daniel Wassmer (K) - 0,5%                                                                                 | John Fetterman (D) |                            |
| Utah              | Mike Lee (R)           | - | Mike Lee - 53,2%                                                 | Evan McMullin (U) - 42,8% James Hansen (L) - 2,9% Tommy Williams (I) - 1,1%                                                                           | | Mike Lee (R)       |                            |
| Vermont           |                        | Patrick Leahy (D)                                                                                           | Peter Welch - 68,5%                                              | Gerald Malloy - 28,1% | Dawn Ellis (I) - 1,0% Natasha Diamondstone-Kohout (V) - 0,6% Kerry Raheb (I) - 0,5% Mark Coester (I) - 0,4% Stephen Duke (I) - 0,4% Cris Ericson (I) - 0,4% |                    | Peter Welch (D)            |
| Washington        | Patty Murray (D)       | Patty Murray - 57,4%                                                                                        | Tiffany Smiley - 42,6%                                           | | Patty Murray (D) |                    |                            |
| Wisconsin         |                        | Ron Johnson (R)                                                                                             | Mandela Barnes - 49,5%                                           | Ron Johnson - 50,5% | |                    | Ron Johnson (R)            |

### Elezioni speciali
Di seguito il riepilogo dell'elezione speciale relativa al seggio del Senato di classe 2:
| Stato    | Senatore uscente | Senatore uscente | Democratici         | Repubblicani             | Altri                                         | Senatore eletto | Senatore eletto      |
| -------- | ---------------- | ---------------- | ------------------- | ------------------------ | --------------------------------------------- | --------------- | -------------------- |
| Oklahoma |                  | Jim Inhofe (R)   | Kendra Horn - 35,2% | Markwayne Mullin - 61,8% | Robert Murphy (L) - 1,5% Ray Woods (I) - 1,5% |                 | Markwayne Mullin (R) |

## Camera dei rappresentanti
Prima delle elezioni, la Camera dei rappresentanti era controllata dai Democratici, che disponevano di 220 seggi contro i 212 detenuti dai Repubblicani.
Questi ultimi per riottenere la maggioranza avevano quindi bisogno di conquistare almeno 6 seggi.
A seguito delle elezioni, la Camera è passata sotto il controllo dei Repubblicani. I deputati che sono stati eletti eletti hanno iniziato i loro mandati il 3 gennaio 2023 e li concluderanno il 3 gennaio 2025.

### Livello federale
| Partiti                                          | Partiti      | Voti        | Voti   | Voti | Seggi | Seggi | Seggi   | Seggi  |
| Partiti                                          | Partiti      | Voti        | %      | Var. | 2020  | 2022  | +/−     | %      |
| ------------------------------------------------ | ------------ | ----------- | ------ | ---- | ----- | ----- | ------- | ------ |
|                                                  | Repubblicano | 54 227 992  | 50,0%  | 2,8% | 213   | 222   | 9       | 51,0%  |
|                                                  | Democratico  | 51 280 463  | 47,3%  | 3,0% | 222   | 213   | 9       | 49,0%  |
|                                                  | Libertario   | 724 264     | 0,7%   | -    | -     | -     | -       | -      |
|                                                  | Indipendenti | 515 322     | 0,5%   | 0,2% | -     | -     | -       | -      |
|                                                  | Verde        | 69 802      | 0,1%   | -    | -     | -     | -       | -      |
|                                                  | Costituzione | 29 886      | 0,0%   | 0,1% | -     | -     | -       | -      |
|                                                  | Altri        | 1 481 822   | 1,4%   | 0,1% | -     | -     | -       | -      |
|                                                  | Write-in     | 113 836     | 0,1%   | -    | -     | -     | -       | -      |
| Totali                                           | Totali       | 108 443 387 | 100,0% | -    | 435   | 435   | Stabile | 100,0% |
| Fonte: Election Statistics - Office of the Clerk |              |             |        |      |       |       |         |        |

### Dettaglio per stato
| Stato                | Seggi totali | Repubblicani | Repubblicani | Democratici | Democratici |
| Stato                | Seggi totali | Seggi        | Var.         | Seggi       | Var.        |
| -------------------- | ------------ | ------------ | ------------ | ----------- | ----------- |
| Alabama              | 7            | 6            | Stabile      | 1           | Stabile     |
| Alaska               | 1            | 0            | 1            | 1           | 1           |
| Arizona              | 9            | 6            | 2            | 3           | 2           |
| Arkansas             | 4            | 4            | Stabile      | 0           | Stabile     |
| California           | 52           | 12           | 1            | 40          | 2           |
| Carolina del Nord    | 14           | 7            | 1            | 7           | 2           |
| Carolina del Sud     | 7            | 6            | Stabile      | 1           | Stabile     |
| Colorado             | 8            | 3            | Stabile      | 5           | 1           |
| Connecticut          | 5            | 0            | Stabile      | 5           | Stabile     |
| Dakota del Nord      | 1            | 1            | Stabile      | 0           | Stabile     |
| Dakota del Sud       | 1            | 1            | Stabile      | 0           | Stabile     |
| Delaware             | 1            | 0            | Stabile      | 1           | Stabile     |
| Florida              | 28           | 20           | 4            | 8           | 3           |
| Georgia              | 14           | 9            | 1            | 5           | 1           |
| Hawaii               | 2            | 0            | Stabile      | 2           | Stabile     |
| Idaho                | 2            | 2            | Stabile      | 0           | Stabile     |
| Illinois             | 17           | 3            | 2            | 14          | 1           |
| Indiana              | 9            | 7            | Stabile      | 2           | Stabile     |
| Iowa                 | 4            | 4            | 1            | 0           | 1           |
| Kansas               | 4            | 3            | Stabile      | 1           | Stabile     |
| Kentucky             | 6            | 5            | Stabile      | 1           | Stabile     |
| Louisiana            | 6            | 5            | Stabile      | 1           | Stabile     |
| Maine                | 2            | 0            | Stabile      | 2           | Stabile     |
| Maryland             | 8            | 1            | Stabile      | 7           | Stabile     |
| Massachusetts        | 9            | 0            | Stabile      | 9           | Stabile     |
| Michigan             | 13           | 6            | 1            | 7           | Stabile     |
| Minnesota            | 8            | 4            | Stabile      | 4           | Stabile     |
| Mississippi          | 4            | 3            | Stabile      | 1           | Stabile     |
| Missouri             | 8            | 6            | Stabile      | 2           | Stabile     |
| Montana              | 2            | 2            | 1            | 0           | Stabile     |
| Nebraska             | 3            | 3            | Stabile      | 0           | Stabile     |
| Nevada               | 4            | 1            | Stabile      | 3           | Stabile     |
| New Hampshire        | 2            | 0            | Stabile      | 2           | Stabile     |
| New Jersey           | 12           | 3            | 1            | 9           | 1           |
| New York             | 26           | 11           | 3            | 15          | 4           |
| Nuovo Messico        | 3            | 0            | 1            | 3           | 1           |
| Ohio                 | 15           | 10           | 2            | 5           | 1           |
| Oklahoma             | 5            | 5            | Stabile      | 0           | Stabile     |
| Oregon               | 6            | 2            | 1            | 4           | Stabile     |
| Pennsylvania         | 17           | 8            | 1            | 9           | Stabile     |
| Rhode Island         | 2            | 0            | Stabile      | 2           | Stabile     |
| Tennessee            | 9            | 8            | 1            | 1           | 1           |
| Texas                | 38           | 25           | 2            | 13          | Stabile     |
| Utah                 | 4            | 4            | Stabile      | 0           | Stabile     |
| Vermont              | 1            | 0            | Stabile      | 1           | Stabile     |
| Virginia             | 11           | 5            | 1            | 6           | 1           |
| Virginia Occidentale | 2            | 2            | 1            | 0           | Stabile     |
| Washington           | 10           | 2            | 1            | 8           | 1           |
| Wisconsin            | 8            | 6            | 1            | 2           | 1           |
| Wyoming              | 1            | 1            | Stabile      | 0           | Stabile     |
| Totale               | 435          | 222          | 9            | 213         | 9           |

### Dettaglio per distretto
| Stato                | Distretto | Deputato uscente             | Deputato uscente                              | Democratici                                                     | Repubblicani | Altri                                                                                             | Deputato eletto              | Deputato eletto                |
| -------------------- | --------- | ---------------------------- | --------------------------------------------- | --------------------------------------------------------------- | --- | ------------------------------------------------------------------------------------------------- | ---------------------------- | ------------------------------ |
| Alabama              | 1         |                              | Jerry Carl (R)                                | -                                                               | Jerry Carl - 84,2% | Alexander Remrey (L) - 15,8%                                                                      |                              | Jerry Carl (R)                 |
| Alabama              | 2         | Barry Moore (R)              | Phyllis Harvey-Hall - 29,1%                   | Barry Moore - 69,2%                                             | Jonathan Realz (L) - 1,7%                                                                                                  | Barry Moore (R)                                                                                   |                              |                                |
| Alabama              | 3         | Mike Rogers (R)              | Lin Veasey - 25,1%                            | Mike Rogers - 71,3%                                             | Douglas Bell (Ind) - 2% Thomas Casson (L) - 1,6%                                                                           | Mike Rogers (R)                                                                                   |                              |                                |
| Alabama              | 4         | Robert Aderholt (R)          | Rick Neighbors - 13,6%                        | Robert Aderholt - 84,2%                                         | Johnny Cochran (L) - 2,2%                                                                                                  | Robert Aderholt (R)                                                                               |                              |                                |
| Alabama              | 5         | Mo Brooks (R)                | Kathy Warner-Stanton - 29,6%                  | Dale Strong - 67,2%                                             | Philip Greer (L) - 3,2% | Dale Strong (R)                                                                                   |                              |                                |
| Alabama              | 6         | Gary Palmer (R)              | -                                             | Gary Palmer - 84,7%                                             | Andria Chieffo (L) - 15,3%                                                                                                 | Gary Palmer (R)                                                                                   |                              |                                |
| Alabama              | 7         |                              | Terri Sewell (D)                              | Terri Sewell - 63,6%                                            | Beatrice Nichols - 34,8%                                                                                                   | Gavin Goodman (L) - 1,7%                                                                          |                              | Terri Sewell (D)               |
| Alaska               | Unico     | Mary Peltola (D)             | Mary Peltola - 48,8%                          | Sarah Palin - 25,7% Nick Begich III - 23,3%                     | Chris Bye (L) - 1,7% | Mary Peltola (D)                                                                                  |                              |                                |
| Arizona              | 1         |                              | David Schweikert (R)                          | Jevin Hodge - 49,6%                                             | David Schweikert - 50,4%                                                                                                   |                                                                                                   |                              | David Schweikert (R)           |
| Arizona              | 2         |                              | Tom O'Halleran (D)                            | Tom O'Halleran - 46,1%                                          | Eli Crane - 53,9% |                                                                                                   | Eli Crane (R)                |                                |
| Arizona              | 3         | Ruben Gallego (D)            | Ruben Gallego - 77,0%                         | Jeff Zink - 23,0%                                               | |                                                                                                   | Ruben Gallego (D)            |                                |
| Arizona              | 4         | Greg Stanton (D)             | Greg Stanton - 56,1%                          | Kelly Cooper - 43,9%                                            | | Greg Stanton (D)                                                                                  |                              |                                |
| Arizona              | 5         |                              | Andy Biggs (R)                                | Javier Ramos - 37,4%                                            | Andy Biggs - 56,7% | Clint Smith (Ind) - 5,9%                                                                          |                              | Andy Biggs (R)                 |
| Arizona              | 6         |                              | Ann Kirkpatrick (D)                           | Kirsten Engel - 49,3%                                           | Juan Ciscomani - 50,7% |                                                                                                   |                              | Juan Ciscomani (R)             |
| Arizona              | 7         | Raúl Grijalva (D)            | Raúl Grijalva - 64,5%                         | Luis Pozzolo - 35,5%                                            | | Raúl Grijalva (D)                                                                                 |                              |                                |
| Arizona              | 8         |                              | Debbie Lesko (R)                              | -                                                               | Debbie Lesko |                                                                                                   |                              | Debbie Lesko (R)               |
| Arizona              | 9         | Paul Gosar (R)               | -                                             | Paul Gosar                                                      | | Paul Gosar (R)                                                                                    |                              |                                |
| Arkansas             | 1         | Rick Crawford (R)            | Monte Hodges - 25,8%                          | Rick Crawford - 74,2%                                           | | Rick Crawford (R)                                                                                 |                              |                                |
| Arkansas             | 2         | French Hill (R)              | Quintessa Hathaway - 35,2%                    | French Hill - 60,1%                                             | Michael White (L) - 4,7%                                                                                                   | French Hill (R)                                                                                   |                              |                                |
| Arkansas             | 3         | Steve Womack (R)             | Lauren Mallett-Hays - 32,9%                   | Steve Womack - 63,7%                                            | Michael Kalagias (L) - 3,4%                                                                                                | Steve Womack (R)                                                                                  |                              |                                |
| Arkansas             | 4         | Bruce Westerman (R)          | John White - 26,2%                            | Bruce Westerman - 71,0%                                         | Gregory Maxwell (L) - 2,8%                                                                                                 | Bruce Westerman (R)                                                                               |                              |                                |
| California           | 1         | Doug LaMalfa (R)             | Max Steiner - 38,0%                           | Doug LaMalfa - 62,0%                                            | | Doug LaMalfa (R)                                                                                  |                              |                                |
| California           | 2         |                              | Jared Huffman (D)                             | Jared Huffman - 65,2%                                           | Douglas Brower - 34,8% |                                                                                                   |                              | Jared Huffman (D)              |
| California           | 3         | John Garamendi (D)           | Kermit Jones - 46,7%                          | Kevin Kiley - 53,3%                                             | |                                                                                                   | Kevin Kiley (R)              |                                |
| California           | 4         |                              | Tom McClintock (R)                            | Mike Thompson - 68,1%                                           | Matt Brock - 31,9% |                                                                                                   |                              | Mike Thompson (D)              |
| California           | 5         |                              | Mike Thompson (D)                             | Mike Barkley - 38,7%                                            | Tom McClintock - 61,3% |                                                                                                   |                              | Tom McClintock (R)             |
| California           | 6         | Doris Matsui (D)             | Ami Bera - 56,0%                              | Tamika Hamilton - 44,0%                                         | |                                                                                                   | Ami Bera (D)                 |                                |
| California           | 7         | Ami Bera (D)                 | Doris Matsui - 69,1%                          | Max Semenenko - 30,9%                                           | | Doris Matsui (D)                                                                                  |                              |                                |
| California           | 8         |                              | Jay Obernolte (R)                             | John Garamendi - 75,7%                                          | Rudy Recile - 24,3% |                                                                                                   | John Garamendi (D)           |                                |
| California           | 9         |                              | Jerry McNerney (D)                            | Josh Harder - 56,0%                                             | Tom Patti - 44,0% |                                                                                                   | Josh Harder (D)              |                                |
| California           | 10        | Josh Harder (D)              | Mark DeSaulnier - 70,0%                       | -                                                               | Michael Kerr (V) - 21,0%                                                                                                   | Mark DeSaulnier (D)                                                                               |                              |                                |
| California           | 11        | Mark DeSaulnier (D)          | Nancy Pelosi - 83,9%                          | John Dennis - 16,1%                                             | | Nancy Pelosi (D)                                                                                  |                              |                                |
| California           | 12        | Nancy Pelosi (D)             | Barbara Lee - 90,6%                           | Stephen Slauson - 9,4%                                          | | Barbara Lee (D)                                                                                   |                              |                                |
| California           | 13        | Barbara Lee (D)              | Adam Gray - 49,8%                             | John Duarte - 50,2%                                             | |                                                                                                   | John Duarte (R)              |                                |
| California           | 14        | Jackie Speier (D)            | Eric Swalwell - 69,3%                         | Alison Hayden - 30,7%                                           | |                                                                                                   | Eric Swalwell (D)            |                                |
| California           | 15        | Eric Swalwell (D)            | Kevin Mullin - 55,5% David Canepa - 44,5%     | -                                                               | | Kevin Mullin (D)                                                                                  |                              |                                |
| California           | 16        | Jim Costa (D)                | Anna Eshoo - 57,8% Rishi Kumar - 42,2%        | -                                                               | | Anna Eshoo (D)                                                                                    |                              |                                |
| California           | 17        | Ro Khanna (D)                | Ro Khanna - 70,9%                             | Ritesh Tandon - 29,1%                                           | | Ro Khanna (D)                                                                                     |                              |                                |
| California           | 18        | Anna Eshoo (D)               | Zoe Lofgren - 65,7%                           | Peter Hernandez - 34,3%                                         | | Zoe Lofgren (D)                                                                                   |                              |                                |
| California           | 19        | Zoe Lofgren (D)              | Jimmy Panetta - 69,6%                         | Jeff Gorman - 30,4%                                             | | Jimmy Panetta (D)                                                                                 |                              |                                |
| California           | 20        | Jimmy Panetta (D)            | Marisa Wood - 32,2%                           | Kevin McCarthy - 67,8%                                          | |                                                                                                   | Kevin McCarthy (R)           |                                |
| California           | 21        |                              | David Valadao (R)                             | Jim Costa - 54,1%                                               | Michael Maher - 45,9% |                                                                                                   |                              | Jim Costa (D)                  |
| California           | 22        | Connie Conway (R)            | Rudy Salas - 48,3%                            | David Valadao - 51,7%                                           | |                                                                                                   | David Valadao (R)            |                                |
| California           | 23        | Kevin McCarthy (R)           | Derek Marshall - 38,9%                        | Jay Obernolte - 61,1%                                           | | Jay Obernolte (R)                                                                                 |                              |                                |
| California           | 24        |                              | Salud Carbajal (D)                            | Salud Carbajal - 61,0%                                          | Brad Allen - 39,0% |                                                                                                   |                              | Salud Carbajal (D)             |
| California           | 25        |                              | Mike Garcia (R)                               | Raul Ruiz - 57,5%                                               | Brian Hawkins - 42,5% |                                                                                                   | Raul Ruiz (D)                |                                |
| California           | 26        |                              | Julia Brownley (D)                            | Julia Brownley - 54,1%                                          | Matt Jacobs - 45,9% |                                                                                                   | Julia Brownley (D)           |                                |
| California           | 27        | Judy Chu (D)                 | Christy Smith - 46,3%                         | Mike Garcia - 53,7%                                             | |                                                                                                   | Mike Garcia (R)              |                                |
| California           | 28        | Adam Schiff (D)              | Judy Chu - 65,7%                              | Wes Hallman - 34,2%                                             | |                                                                                                   | Judy Chu (D)                 |                                |
| California           | 29        | Tony Cardenas (D)            | Tony Cardenas - 58,9% Angélica Dueñas - 41,1% | -                                                               | | Tony Cardenas (D)                                                                                 |                              |                                |
| California           | 30        | Brad Sherman (D)             | Adam Schiff - 71,3% Maebe A. Girl - 28,7%     | -                                                               | | Adam Schiff (D)                                                                                   |                              |                                |
| California           | 31        | Pete Aguilar (D)             | Grace Napolitano - 58,7%                      | Daniel Martinez - 41,3%                                         | | Grace Napolitano (D)                                                                              |                              |                                |
| California           | 32        | Grace Napolitano (D)         | Brad Sherman - 68,9%                          | Lucie Volotzky - 31,1%                                          | | Brad Sherman (D)                                                                                  |                              |                                |
| California           | 33        | Ted Lieu (D)                 | Pete Aguilar - 57,7%                          | John Porter - 42,3%                                             | | Pete Aguilar (D)                                                                                  |                              |                                |
| California           | 34        | Jimmy Gomez (D)              | Jimmy Gomez - 51,2% David Kim - 48,8%         | -                                                               | | Jimmy Gomez (D)                                                                                   |                              |                                |
| California           | 35        | Norma Torres (D)             | Norma Torres - 57,1%                          | Mike Cargile - 42,9%                                            | | Norma Torres (D)                                                                                  |                              |                                |
| California           | 36        | Raul Ruiz (D)                | Ted Lieu - 69,1%                              | Joe Collins - 30,9%                                             | | Ted Lieu (D)                                                                                      |                              |                                |
| California           | 37        | Karen Bass (D)               | Sydney Kamlager - 63,9% Jan Perry - 36,1%     | -                                                               | | Sydney Kamlager (D)                                                                               |                              |                                |
| California           | 38        | Linda Sánchez (D)            | Linda Sánchez - 57,7%                         | Eric Ching - 42,3%                                              | | Linda Sánchez (D)                                                                                 |                              |                                |
| California           | 39        |                              | Young Kim (R)                                 | Mark Takano - 57,6%                                             | Aja Smith - 42,4% |                                                                                                   | Mark Takano (D)              |                                |
| California           | 40        |                              | Lucille Roybal-Allard (D)                     | Asif Mahmood - 43,1%                                            | Young Kim - 56,9% |                                                                                                   |                              | Young Kim (R)                  |
| California           | 41        | Mark Takano (D)              | Will Rollins - 48,0%                          | Ken Calvert - 52,0%                                             | | Ken Calvert (R)                                                                                   |                              |                                |
| California           | 42        |                              | Ken Calvert (R)                               | Robert Garcia - 67,6%                                           | John Briscoe - 32,4% |                                                                                                   |                              | Robert Garcia (D)              |
| California           | 43        |                              | Maxine Waters (D)                             | Maxine Waters - 76,9%                                           | Omar Navarro - 23,1% |                                                                                                   | Maxine Waters (D)            |                                |
| California           | 44        | Nanette Barragán (D)         | Nanette Barragán - 71,7%                      | Paul Jones - 28,3%                                              | | Nanette Barragán (D)                                                                              |                              |                                |
| California           | 45        | Katie Porter (D)             | Jay Chen - 47,4%                              | Michelle Steel - 52,6%                                          | |                                                                                                   | Michelle Steel (R)           |                                |
| California           | 46        | Lou Correa (D)               | Lou Correa - 61,6%                            | Christopher Gonzales - 38,4%                                    | |                                                                                                   | Lou Correa (D)               |                                |
| California           | 47        | Alan Lowenthal (D)           | Katie Porter - 51,6%                          | Scott Baugh - 48,4%                                             | | Katie Porter (D)                                                                                  |                              |                                |
| California           | 48        |                              | Michelle Steel (R)                            | Stephen Houlahan - 39,6%                                        | Darrell Issa - 60,4% |                                                                                                   |                              | Darrell Issa (R)               |
| California           | 49        |                              | Mike Levin (D)                                | Mike Levin - 52,6%                                              | Brian Maryott - 47,4% |                                                                                                   |                              | Mike Levin (D)                 |
| California           | 50        |                              | Darrell Issa (R)                              | Scott Peters - 62,8%                                            | Corey Gustafson - 37,2% |                                                                                                   | Scott Peters (D)             |                                |
| California           | 51        |                              | Juan Vargas (D)                               | Sara Jacobs - 61,8%                                             | Stan Caplan - 38,2% |                                                                                                   | Sara Jacobs (D)              |                                |
| California           | 52        | Scott Peters (D)             | Juan Vargas - 66,6%                           | Tyler Geffene - 33,4%                                           | | Juan Vargas (D)                                                                                   |                              |                                |
| Carolina del Nord    | 1         | G. K. Butterfield (D)        | Don Davis - 52,4%                             | Sandy Smith - 47,6%                                             | | Don Davis (D)                                                                                     |                              |                                |
| Carolina del Nord    | 2         | Deborah Ross (D)             | Deborah Ross - 64,7%                          | Christine Villaverde - 35,3%                                    | | Deborah Ross (D)                                                                                  |                              |                                |
| Carolina del Nord    | 3         |                              | Greg Murphy (R)                               | Barbara Gaskins - 33,1%                                         | Greg Murphy - 66,9% |                                                                                                   |                              | Greg Murphy (R)                |
| Carolina del Nord    | 4         |                              | David Price (D)                               | Valerie Foushee - 66,9%                                         | Courtney Geels - 33,1% |                                                                                                   |                              | Valerie Foushee (D)            |
| Carolina del Nord    | 5         |                              | Virginia Foxx (R)                             | Kyle Parrish - 36,9%                                            | Virginia Foxx - 53,1% |                                                                                                   |                              | Virginia Foxx (R)              |
| Carolina del Nord    | 6         |                              | Kathy Manning (D)                             | Kathy Manning - 53,9%                                           | Christian Castell - 45,0%                                                                                                  | Thomas Watercott (L) - 1,1%                                                                       |                              | Kathy Manning (D)              |
| Carolina del Nord    | 7         |                              | David Rouzer (R)                              | Charles Graham - 42,2%                                          | David Rouzer - 57,8% |                                                                                                   |                              | David Rouzer (R)               |
| Carolina del Nord    | 8         | Richard Hudson (R)           | Scott Huffman - 30,1%                         | Dan Bishop - 69,9%                                              | | Dan Bishop (R)                                                                                    |                              |                                |
| Carolina del Nord    | 9         | Dan Bishop (R)               | Ben Clark - 43,4%                             | Richard Hudson - 56,6%                                          | | Richard Hudson (R)                                                                                |                              |                                |
| Carolina del Nord    | 10        | Patrick McHenry (R)          | Pam Genant - 27,3%                            | Patrick McHenry - 72,7%                                         | | Patrick McHenry (R)                                                                               |                              |                                |
| Carolina del Nord    | 11        | Madison Cawthorn (R)         | Jasmine Beach-Ferrara - 44,5%                 | Chuck Edwards - 53,8%                                           | David Coatney (L) - 1,7%                                                                                                   | Chuck Edwards (R)                                                                                 |                              |                                |
| Carolina del Nord    | 12        |                              | Alma Adams (D)                                | Alma Adams - 62,7%                                              | Tyler Lee - 37,3% |                                                                                                   |                              | Alma Adams (D)                 |
| Carolina del Nord    | 13        |                              | Ted Budd (R)                                  | Wiley Nickel - 51,6%                                            | Bo Hines - 48,4% |                                                                                                   | Wiley Nickel (D)             |                                |
| Carolina del Nord    | 14        |                              | Nuovo distretto                               | Jeff Jackson - 57,7%                                            | Pat Harrigan - 42,3% |                                                                                                   | Jeff Jackson (D)             |                                |
| Carolina del Sud     | 1         |                              | Nancy Mace (R)                                | Annie Andrews - 42,5%                                           | Nancy Mace - 56,5% | Joseph Oddo (A) - 1,0%                                                                            |                              | Nancy Mace (R)                 |
| Carolina del Sud     | 2         | Joe Wilson (R)               | Juddson Larkins - 30,9%                       | Joe Wilson - 60,1%                                              | | Joe Wilson (R)                                                                                    |                              |                                |
| Carolina del Sud     | 3         | Jeff Duncan (R)              | -                                             | Jeff Duncan                                                     | | Jeff Duncan (R)                                                                                   |                              |                                |
| Carolina del Sud     | 4         | William Timmons (R)          | -                                             | William Timmons                                                 | | William Timmons (R)                                                                               |                              |                                |
| Carolina del Sud     | 5         | Ralph Norman (R)             | Evangeline Hundley - 34,5%                    | Ralph Norman - 64,0%                                            | Larry Gaither (V) - 1,5%                                                                                                   | Ralph Norman (R)                                                                                  |                              |                                |
| Carolina del Sud     | 6         |                              | Jim Clyburn (D)                               | Jim Clyburn - 62,1%                                             | Duke Buckner - 37,9% |                                                                                                   |                              | Jim Clyburn (D)                |
| Carolina del Sud     | 7         |                              | Tom Rice (R)                                  | Daryl Scott - 35,1%                                             | Russell Fry - 64,9% |                                                                                                   |                              | Russell Fry (R)                |
| Colorado             | 1         |                              | Diana DeGette (D)                             | Diana DeGette - 80,3%                                           | Jennifer Qualteri - 17,5%                                                                                                  | John Kittleson (L) - 2,2%                                                                         |                              | Diana DeGette (D)              |
| Colorado             | 2         | Joe Neguse (D)               | Joe Neguse - 70,0%                            | Marshall Dawson - 28,0%                                         | Steve Yurash (O) - 0,8% Gary Nation (A) - 0,6% Tim Wolf (U) - 0,6%                                                         | Joe Neguse (D)                                                                                    |                              |                                |
| Colorado             | 3         |                              | Lauren Boebert (R)                            | Adam Frisch - 49,9%                                             | Lauren Boebert - 50,1% |                                                                                                   |                              | Lauren Boebert (R)             |
| Colorado             | 4         | Ken Buck (R)                 | Ike McCorkle - 36,6%                          | Ken Buck - 60,9%                                                | Ryan McGonigal (A) - 2,5%                                                                                                  | Ken Buck (R)                                                                                      |                              |                                |
| Colorado             | 5         | Doug Lamborn (R)             | David Torres - 40,3%                          | Doug Lamborn - 56,0%                                            | Brian Flanagan (L) - 2,5% Christopher Mitchell (A) - 1,2%                                                                  | Doug Lamborn (R)                                                                                  |                              |                                |
| Colorado             | 6         |                              | Jason Crow (D)                                | Jason Crow - 60,6%                                              | Steven Monahan - 37,4% | Eric Mulder (L) - 2,0%                                                                            |                              | Jason Crow (D)                 |
| Colorado             | 7         | Ed Perlmutter (D)            | Brittany Pettersen - 56,4%                    | Erik Aadland - 41,4%                                            | Ross Klopf (L) - 1,7% Critter Milton (U) - 0,5%                                                                            | Brittany Pettersen (D)                                                                            |                              |                                |
| Colorado             | 8         |                              | Nuovo distretto                               | Yadira Caraveo - 48,4%                                          | Barbara Kirkmeyer - 47,7%                                                                                                  | Richard Ward (L) - 3,9%                                                                           | Yadira Caraveo (D)           |                                |
| Connecticut          | 1         |                              | John Larson (D)                               | John Larson - 61,4%                                             | Larry Lazor - 37,4% | Mary Sanders (V) - 1,2%                                                                           | John Larson (D)              |                                |
| Connecticut          | 2         | Joe Courtney (D)             | Joe Courtney - 58,2%                          | Mike France - 40,2%                                             | Kevin Blacker (V) - 0,9% William Hall (L) - 0,8%                                                                           | Joe Courtney (D)                                                                                  |                              |                                |
| Connecticut          | 3         | Rosa DeLauro (D)             | Rosa DeLauro - 56,8%                          | Lesley DeNardis - 40,7%                                         | Amy Chai (I) - 1,7% Justin Paglino (V) - 0,8%                                                                              | Rosa DeLauro (D)                                                                                  |                              |                                |
| Connecticut          | 4         | Jim Himes (D)                | Jim Himes - 59,5%                             | Jayme Stevenson - 40,5%                                         | | Jim Himes (D)                                                                                     |                              |                                |
| Connecticut          | 5         | Jahana Hayes (D)             | Jahana Hayes - 50,4%                          | George Logan - 49,6%                                            | | Jahana Hayes (D)                                                                                  |                              |                                |
| Dakota del Nord      | Unico     |                              | Kelly Armstrong (R)                           | -                                                               | Kelly Armstrong - 62,3% | Cara Mund (O) - 37,7%                                                                             |                              | Kelly Armstrong (R)            |
| Dakota del Sud       | Unico     | Dusty Johnson (R)            | -                                             | Dusty Johnson - 77,4%                                           | Collin Duprel (L) - 22,6%                                                                                                  | Dusty Johnson (R)                                                                                 |                              |                                |
| Delaware             | Unico     |                              | Lisa Blunt Rochester (D)                      | Lisa Blunt Rochester - 55,5%                                    | Lee Murphy - 43,0% | Cody McNutt (L) - 1,0% David Rogers (N) - 0,6%                                                    |                              | Lisa Blunt Rochester (D)       |
| Florida              | 1         |                              | Matt Gaetz (R)                                | Rebekah Jones - 32,1%                                           | Matt Gaetz - 67,9% |                                                                                                   |                              | Matt Gaetz (R)                 |
| Florida              | 2         | Neal Dunn (R)                | Al Lawson - 40,2%                             | Neal Dunn - 59,8%                                               | | Neal Dunn (R)                                                                                     |                              |                                |
| Florida              | 3         | Kat Cammack (R)              | Danielle Hawk - 36,3%                         | Kat Cammack - 62,5%                                             | Linda Brooks (L) - 1,2% | Kat Cammack (R)                                                                                   |                              |                                |
| Florida              | 4         | John Rutherford (R)          | LaShonda Holloway - 39,5%                     | Aaron Bean - 60,5%                                              | | Aaron Bean (R)                                                                                    |                              |                                |
| Florida              | 5         |                              | Al Lawson (D)                                 | -                                                               | John Rutherford |                                                                                                   | John Rutherford (R)          |                                |
| Florida              | 6         |                              | Michael Waltz (R)                             | -                                                               | Michael Waltz - 75,3% | Joseph Hannoush (L) - 24,7%                                                                       | Michael Waltz (R)            |                                |
| Florida              | 7         |                              | Stephanie Murphy (D)                          | Karen Green - 41,5%                                             | Cory Mills - 58,5% |                                                                                                   | Cory Mills (R)               |                                |
| Florida              | 8         |                              | Bill Posey (R)                                | Joanne Terry - 35,1%                                            | Bill Posey - 64,9% |                                                                                                   | Bill Posey (R)               |                                |
| Florida              | 9         |                              | Darren Soto (D)                               | Darren Soto - 53,6%                                             | Scotty Moore - 46,4% |                                                                                                   |                              | Darren Soto (D)                |
| Florida              | 10        | Val Demings (D)              | Maxwell Frost - 59,0%                         | Calvin Wimbish - 39,4%                                          | Jason Holic (N) - 1,0% Usha Jain (N) - 0,6%                                                                                | Maxwell Frost (D)                                                                                 |                              |                                |
| Florida              | 11        |                              | Daniel Webster (R)                            | Shante Munns - 35,4%                                            | Daniel Webster - 63,1% | Kevin Porter (N) - 1,5%                                                                           |                              | Daniel Webster (R)             |
| Florida              | 12        | Gus Bilirakis (R)            | Kimberly Walker - 29,6%                       | Gus Bilirakis - 70,4%                                           | | Gus Bilirakis (R)                                                                                 |                              |                                |
| Florida              | 13        |                              | Charlie Crist (D)                             | Eric Lynn - 45,1%                                               | Anna Paulina Luna - 53,1%                                                                                                  | Frank Craft (L) - 1,8%                                                                            | Anna Paulina Luna (R)        |                                |
| Florida              | 14        | Kathy Castor (D)             | Kathy Castor - 56,9%                          | James Judge - 43,1%                                             | |                                                                                                   | Kathy Castor (D)             |                                |
| Florida              | 15        |                              | Scott Franklin (R)                            | Alan Cohn - 48,5%                                               | Laurel Lee - 58,5% |                                                                                                   |                              | Laurel Lee (R)                 |
| Florida              | 16        | Vern Buchanan (R)            | Jan Schneider - 37,8%                         | Vern Buchanan - 62,2%                                           | | Vern Buchanan (R)                                                                                 |                              |                                |
| Florida              | 17        | Greg Steube (R)              | Andrea Kale - 35,5%                           | Greg Steube - 63,8%                                             | Theodore Murray (N) - 0,6%                                                                                                 | Greg Steube (R)                                                                                   |                              |                                |
| Florida              | 18        | Brian Mast (R)               | -                                             | Scott Franklin - 74,7%                                          | Keith Hayden (N) - 25,3%                                                                                                   | Scott Franklin (R)                                                                                |                              |                                |
| Florida              | 19        | Byron Donalds (R)            | Cindy Banyai - 32,0%                          | Byron Donalds - 68,0%                                           | | Byron Donalds (R)                                                                                 |                              |                                |
| Florida              | 20        |                              | Sheila Cherfilus-McCormick (D)                | Sheila Cherfilus-McCormick - 72,3%                              | Drew Montez Clark - 27,7%                                                                                                  |                                                                                                   |                              | Sheila Cherfilus-McCormick (D) |
| Florida              | 21        | Lois Frankel (D)             | Corinna Balderramos - 36,5%                   | Brian Mast - 63,5%                                              | |                                                                                                   | Brian Mast (R)               |                                |
| Florida              | 22        | Ted Deutch (D)               | Lois Frankel - 55,1%                          | Daniel Franzese - 44,9%                                         | |                                                                                                   | Lois Frankel (D)             |                                |
| Florida              | 23        | Debbie Wasserman Schultz (D) | Jared Moskowitz - 51,6%                       | Joe Budd - 46,8%                                                | Christine Scott (N) - 1,1% Mark Napier (N) - 0,5%                                                                          | Jared Moskowitz (D)                                                                               |                              |                                |
| Florida              | 24        | Frederica Wilson (D)         | Frederica Wilson - 71,8%                      | Jesus Navarro - 28,2%                                           | | Frederica Wilson (D)                                                                              |                              |                                |
| Florida              | 25        |                              | Mario Díaz-Balart (R)                         | Debbie Wasserman Schultz - 55,1%                                | Carla Spalding - 44,9% |                                                                                                   | Debbie Wasserman Schultz (D) |                                |
| Florida              | 26        | Carlos A. Giménez (R)        | Christine Olivo - 29,1%                       | Mario Díaz-Balart - 70,9%                                       | |                                                                                                   | Mario Díaz-Balart (R)        |                                |
| Florida              | 27        | Maria Elvira Salazar (R)     | Annette Taddeo - 42,7%                        | Maria Elvira Salazar - 57,3%                                    | | Maria Elvira Salazar (R)                                                                          |                              |                                |
| Florida              | 28        |                              | Nuovo distretto                               | Robert Asencio - 36,3%                                          | Carlos A. Giménez - 63,7%                                                                                                  |                                                                                                   | Carlos A. Giménez (R)        |                                |
| Georgia              | 1         |                              | Buddy Carter (R)                              | Wade Herring - 40,8%                                            | Buddy Carter - 59,2% |                                                                                                   | Buddy Carter (R)             |                                |
| Georgia              | 2         |                              | Sanford Bishop (D)                            | Sanford Bishop - 55,0%                                          | Chris West - 45,0% |                                                                                                   |                              | Sanford Bishop (D)             |
| Georgia              | 3         |                              | Drew Ferguson (R)                             | Val Almonord - 31,2%                                            | Drew Ferguson - 68,8% |                                                                                                   |                              | Drew Ferguson (R)              |
| Georgia              | 4         |                              | Hank Johnson (D)                              | Hank Johnson - 78,5%                                            | Jonathan Chavez - 21,5% |                                                                                                   |                              | Hank Johnson (D)               |
| Georgia              | 5         | Nikema Williams (D)          | Nikema Williams - 82,5%                       | Christian Zimm - 17,5%                                          | | Nikema Williams (D)                                                                               |                              |                                |
| Georgia              | 6         | Lucy McBath (D)              | Bob Christian - 37,8%                         | Rich McCormick - 62,2%                                          | |                                                                                                   | Rich McCormick (R)           |                                |
| Georgia              | 7         | Carolyn Bourdeaux (D)        | Lucy McBath - 61,0%                           | Mark Gonsalves - 39,0%                                          | |                                                                                                   | Lucy McBath (D)              |                                |
| Georgia              | 8         |                              | Austin Scott (R)                              | Darrius Butler - 31,4%                                          | Austin Scott - 68,6% |                                                                                                   |                              | Austin Scott (R)               |
| Georgia              | 9         | Andrew Clyde (R)             | Mike Ford - 27,6%                             | Andrew Clyde - 72,4%                                            | | Andrew Clyde (R)                                                                                  |                              |                                |
| Georgia              | 10        | Jody Hice (R)                | Tabitha Johnson-Green - 35,5%                 | Mike Collins - 64,4%                                            | | Mike Collins (R)                                                                                  |                              |                                |
| Georgia              | 11        | Barry Loudermilk (R)         | Antonio Daza-Fernandez - 37,4%                | Barry Loudermilk - 62,6%                                        | | Barry Loudermilk (R)                                                                              |                              |                                |
| Georgia              | 12        | Rick Allen (R)               | Liz Johnson - 40,4%                           | Rick Allen - 59,6%                                              | | Rick Allen (R)                                                                                    |                              |                                |
| Georgia              | 13        |                              | David Scott (D)                               | David Scott - 81,8%                                             | Caesar Gonzales - 18,2% |                                                                                                   |                              | David Scott (D)                |
| Georgia              | 14        |                              | Marjorie Taylor Greene (R)                    | Marcus Flowers - 34,1%                                          | Marjorie T. Greene - 65,9%                                                                                                 |                                                                                                   |                              | Marjorie T. Greene (R)         |
| Hawaii               | 1         |                              | Ed Case (D)                                   | Ed Case - 73,7%                                                 | Conrad Kress - 26,3% |                                                                                                   |                              | Ed Case(D)                     |
| Hawaii               | 2         | Kai Kahele (D)               | Jill Tokuda - 62,3%                           | Joe Akana - 35,3%                                               | Michelle Tippens (L) - 2,5%                                                                                                | Jill Tokuda (D)                                                                                   |                              |                                |
| Idaho                | 1         |                              | Russ Fulcher (R)                              | Kaylee Peterson - 26,3%                                         | Russ Fulcher - 71,3% | Darian Drake (L) - 2,3%                                                                           |                              | Russ Fulcher (R)               |
| Idaho                | 2         | Mike Simpson (R)             | Wendy Norman - 36,4%                          | Mike Simpson - 63,6%                                            | | Mike Simpson (R)                                                                                  |                              |                                |
| Illinois             | 1         |                              | Bobby Rush (D)                                | Jonathan Jackson - 66,3%                                        | Eric Carlson - 33,7% |                                                                                                   |                              | Jonathan Jackson (D)           |
| Illinois             | 2         | Robin Kelly (D)              | Robin Kelly - 66,8%                           | Thomas Lynch - 33,2%                                            | Edward Hershey (W) - 3,4%                                                                                                  | Robin Kelly (D)                                                                                   |                              |                                |
| Illinois             | 3         | Marie Newman (D)             | Delia Ramirez - 67,0%                         | Justin Burau - 33,0%                                            | | Delia Ramirez (D)                                                                                 |                              |                                |
| Illinois             | 4         | Chuy García (D)              | Chuy García - 68,0%                           | James Falakos - 28,6%                                           | | Chuy García (D)                                                                                   |                              |                                |
| Illinois             | 5         | Michael Quigley (D)          | Mike Quigley - 67,9%                          | Tommy Hanson - 30,5%                                            | Jerico Matias Cruz (I) - 1,6%                                                                                              | Mike Quigley (D)                                                                                  |                              |                                |
| Illinois             | 6         | Sean Casten (D)              | Sean Casten - 54,1%                           | Keith Pekau - 45,9%                                             | | Sean Casten (D)                                                                                   |                              |                                |
| Illinois             | 7         | Danny Davis (D)              | Danny Davis                                   | -                                                               | | Danny Davis (D)                                                                                   |                              |                                |
| Illinois             | 8         | Raja Krishnamoorthi (D)      | Raja Krishnamoorthi - 56,8%                   | Chris Dargis - 43,2%                                            | | Raja Krishnamoorthi (D)                                                                           |                              |                                |
| Illinois             | 9         | Jan Schakowsky (D)           | Jan Schakowsky - 70,9%                        | Max Rice - 29,1%                                                | | Jan Schakowsky (D)                                                                                |                              |                                |
| Illinois             | 10        | Brad Schneider (D)           | Brad Schneider - 62,3%                        | Joseph Severino - 27,7%                                         | | Brad Schneider (D)                                                                                |                              |                                |
| Illinois             | 11        | Bill Foster (D)              | Bill Foster - 56,1%                           | Catalina Lauf - 43,9%                                           | | Bill Foster (D)                                                                                   |                              |                                |
| Illinois             | 12        |                              | Mike Bost (R)                                 | Chip Markel - 24,3%                                             | Mike Bost - 75,4% |                                                                                                   |                              | Mike Bost (R)                  |
| Illinois             | 13        | Rodney Davis (R)             | Nikki Budzinski - 55,9%                       | Regan Deering - 44,1%                                           | | Nikki Budzinski (D)                                                                               |                              |                                |
| Illinois             | 14        |                              | Lauren Underwood (D)                          | Lauren Underwood - 54,1%                                        | Scott Gryder - 45,9% |                                                                                                   |                              | Lauren Underwood (D)           |
| Illinois             | 15        |                              | Mary Miller (R)                               | Paul Lange - 28,6%                                              | Mary Miller - 71,4% |                                                                                                   |                              | Mary Miller (R)                |
| Illinois             | 16        | Adam Kinzinger (R)           | Elizabeth Haderlein - 33,4%                   | Darin LaHood - 66,6%                                            | | Darin LaHood (R)                                                                                  |                              |                                |
| Illinois             | 17        |                              | Cheri Bustos (D)                              | Eric Sorensen - 51,7%                                           | Esther J. King - 41,3% |                                                                                                   |                              | Eric Sorensen (D)              |
| Indiana              | 1         | Frank J. Mrvan (D)           | Frank J. Mrvan - 52,8%                        | Jennifer-Ruth Green - 47,2%                                     | | Frank J. Mrvan (D)                                                                                |                              |                                |
| Indiana              | 2         |                              | Jackie Walorski (R)                           | Paul Steury - 32,4%                                             | Rudy Yakym - 64,6% | William Henry (L) - 3,0%                                                                          |                              | Rudy Yakym (R)                 |
| Indiana              | 3         | Jim Banks (R)                | Gary Snyder - 30,0%                           | Jim Banks - 65,3%                                               | Nathan Gotsch (I) - 4,7%                                                                                                   | Jim Banks (R)                                                                                     |                              |                                |
| Indiana              | 4         | Jim Baird (R)                | Roger Day - 31,8%                             | Jim Baird - 68,2%                                               | | Jim Baird (R)                                                                                     |                              |                                |
| Indiana              | 5         | Victoria Spartz (R)          | Jeannine Lake - 38,9%                         | Victoria Spartz - 61,6%                                         | | Victoria Spartz (R)                                                                               |                              |                                |
| Indiana              | 6         | Greg Pence (R)               | Cinde Wirth - 32,5%                           | Greg Pence - 67,5%                                              | | Greg Pence (R)                                                                                    |                              |                                |
| Indiana              | 7         |                              | André Carson (D)                              | André Carson - 66,9%                                            | Angela Grabovsky - 30,6%                                                                                                   | Gavin Maple (L) - 2,4%                                                                            |                              | André Carson (D)               |
| Indiana              | 8         |                              | Larry Bucshon (R)                             | Ray McCormick - 31,5%                                           | Larry Bucshon - 65,7% | Andrew Horning (L) - 2,8%                                                                         |                              | Larry Bucshon (R)              |
| Indiana              | 9         | Trey Hollingsworth (R)       | Matthew Fyfe - 34,3%                          | Erin Houchin - 62,9%                                            | Tonia Millis (L) - 2,9% | Erin Houchin (R)                                                                                  |                              |                                |
| Iowa                 | 1         | Ashley Hinson (R)            | Christina Bohannan - 46,6%                    | Mariannette Miller-Meeks - 53,4%                                | | Mariannette Miller-Meeks (R)                                                                      |                              |                                |
| Iowa                 | 2         | Mariannette Miller-Meeks (R) | Liz Mathis - 45,9%                            | Ashley Hinson - 54,1%                                           | | Ashley Hinson (R)                                                                                 |                              |                                |
| Iowa                 | 3         |                              | Cindy Axne (D)                                | Cindy Axne - 49,7%                                              | Zach Nunn - 50,3% |                                                                                                   | Zach Nunn (R)                |                                |
| Iowa                 | 4         |                              | Randy Feenstra (R)                            | Ryan Melton - 30,4%                                             | Randy Feenstra - 67,4% | Brian Holder (O) - 2,2%                                                                           | Randy Feenstra (R)           |                                |
| Kansas               | 1         | Tracey Mann (R)              | Jimmy Beard - 32,2%                           | Tracey Mann - 67,8%                                             | | Tracey Mann (R)                                                                                   |                              |                                |
| Kansas               | 2         | Jake LaTurner (R)            | Patrick Schmidt - 42,4%                       | Jake LaTurner - 57,6%                                           | | Jake LaTurner (R)                                                                                 |                              |                                |
| Kansas               | 3         |                              | Sharice Davids (D)                            | Sharice Davids - 54,9%                                          | Amanda Adkins - 42,8% | Steveen Hohe (L) - 2,3%                                                                           |                              | Sharice Davids (D)             |
| Kansas               | 4         |                              | Ron Estes (R)                                 | Bob Hernandez - 36,5%                                           | Ron Estes - 63,5% |                                                                                                   |                              | Ron Estes (R)                  |
| Kentucky             | 1         | James Comer (R)              | Jimmy Ausbrooks - 25,1%                       | James Comer - 74,9%                                             | | James Comer (R)                                                                                   |                              |                                |
| Kentucky             | 2         | Brett Guthrie (R)            | Hank Linderman - 28,1%                        | Brett Guthrie - 71,9%                                           | | Brett Guthrie (R)                                                                                 |                              |                                |
| Kentucky             | 3         |                              | John Yarmuth (D)                              | Morgan McGarvey - 62,0%                                         | Stuart Ray - 38,0% |                                                                                                   |                              | Morgan McGarvey (D)            |
| Kentucky             | 4         |                              | Thomas Massie (R)                             | Matthew Lehman - 31,0%                                          | Thomas Massie - 65,0% | Ethan Osborne (I) - 3,9%                                                                          |                              | Thomas Massie (R)              |
| Kentucky             | 5         | Hal Rogers (R)               | Conor Halbleib - 17,8%                        | Hal Rogers - 82,2%                                              | | Hal Rogers (R)                                                                                    |                              |                                |
| Kentucky             | 6         | Andy Barr (R)                | Geoff Young - 35,9%                           | Andy Barr - 54,1%                                               | | Andy Barr (R)                                                                                     |                              |                                |
| Louisiana            | 1         | Steve Scalise (R)            | Katie Darling - 25,2%                         | Steve Scalise - 72,8%                                           | Howard Kearney (L) - 2,0%                                                                                                  | Steve Scalise (R)                                                                                 |                              |                                |
| Louisiana            | 2         |                              | Troy Carter (D)                               | Troy Carter - 77,1%                                             | Dan Lux - 22,9% |                                                                                                   |                              | Troy Carter (D)                |
| Louisiana            | 3         |                              | Clay Higgins (R)                              | Lessie Leblanc - 10,5% Tia LeBrun - 9,4%                        | Clay Higgins - 64,3% Holden Hoggatt - 10,9% Thomas Payne - 1,8% Jacon Shaheen - 0,9%                                       | Gloria Wiggins (I) - 1,4% Guy McLendon (L) - 0,7%                                                 |                              | Clay Higgins (R)               |
| Louisiana            | 4         | Mike Johnson (R)             | -                                             | Mike Johnson                                                    | | Mike Johnson (R)                                                                                  |                              |                                |
| Louisiana            | 5         | Julia Letlow (R)             | Oscar Dantzler - 15,7% Walter Huff - 8,7%     | Julia Letlow - 67,6% Allen Guillory - 5,4% Hunter Pullen - 2,6% | | Julia Letlow (R)                                                                                  |                              |                                |
| Louisiana            | 6         | Garret Graves (R)            | -                                             | Garret Graves - 80,4% Brian Belzer - 6,6%                       | Rufus Craig (L) - 13,0% | Garret Graves (R)                                                                                 |                              |                                |
| Maine                | 1         |                              | Chellie Pingree (D)                           | Chellie Pingree - 62,8%                                         | Ed Thelander - 37,1% |                                                                                                   |                              | Chellie Pingree (D)            |
| Maine                | 2         | Jared Golden (D)             | Jared Golden - 53,1%                          | Bruce Poliquin - 46,9%                                          | | Jared Golden (D)                                                                                  |                              |                                |
| Maryland             | 1         |                              | Andy Harris (R)                               | Heather Mizeur - 43,2%                                          | Andy Harris - 54,5% | Daniel Thibeault (L) - 2,4%                                                                       |                              | Andy Harris (R)                |
| Maryland             | 2         |                              | Dutch Ruppersberger (D)                       | Dutch Ruppersberger - 59,3%                                     | Nicolee Ambrose - 49,7% |                                                                                                   |                              | Dutch Ruppersberger (D)        |
| Maryland             | 3         | John Sarbanes (D)            | John Sarbanes - 60,2%                         | Yuripzy Morgan - 39,8%                                          | | John Sarbanes (D)                                                                                 |                              |                                |
| Maryland             | 4         | Anthony Brown (D)            | Glenn Ivey - 90,3%                            | Jeff Warner - 9,7%                                              | | Glenn Ivey (D)                                                                                    |                              |                                |
| Maryland             | 5         | Steny Hoyer (D)              | Steny Hoyer - 65,8%                           | Chris Palombi - 34,2%                                           | | Steny Hoyer (D)                                                                                   |                              |                                |
| Maryland             | 6         | David Trone (D)              | David Trone - 54,2%                           | Neil Parrott - 45,8%                                            | | David Trone (D)                                                                                   |                              |                                |
| Maryland             | 7         | Kweisi Mfume (D)             | Kweisi Mfume - 82,2%                          | Scott Collier - 17,8%                                           | | Kweisi Mfume (D)                                                                                  |                              |                                |
| Maryland             | 8         | Jamie Raskin (D)             | Jamie Raskin - 79,8%                          | Gregory Coll - 18,6%                                            | Andres Garcia (L) - 1,5%                                                                                                   | Jamie Raskin (D)                                                                                  |                              |                                |
| Massachusetts        | 1         | Richard Neal (D)             | Richard Neal - 61,4%                          | Dean Martilli - 38,6%                                           | | Richard Neal (D)                                                                                  |                              |                                |
| Massachusetts        | 2         | Jim McGovern (D)             | Jim McGovern - 66,2%                          | Jeffrey Sossa-Paquette - 33,8%                                  | | Jim McGovern (D)                                                                                  |                              |                                |
| Massachusetts        | 3         | Lori Trahan (D)              | Lori Trahan - 63,8%                           | Dean Tran - 36,2%                                               | | Lori Trahan (D)                                                                                   |                              |                                |
| Massachusetts        | 4         | Jake Auchincloss (D)         | Jake Auchincloss                              | -                                                               | | Jake Auchincloss (D)                                                                              |                              |                                |
| Massachusetts        | 5         | Katherine Clark (D)          | Katherine Clark - 73,8%                       | Caroline Colarusso - 26,2%                                      | | Katherine Clark (D)                                                                               |                              |                                |
| Massachusetts        | 6         | Seth Moulton (D)             | Seth Moulton - 62,7%                          | Bob May - 35,4%                                                 | Mark Tashjian (L) - 1,9%                                                                                                   | Seth Moulton (D)                                                                                  |                              |                                |
| Massachusetts        | 7         | Ayanna Pressley (D)          | Ayanna Pressley - 84,5%                       | Donnie Palmer - 15,5%                                           | | Ayanna Pressley (D)                                                                               |                              |                                |
| Massachusetts        | 8         | Stephen Lynch (D)            | Stephen Lynch - 69,5%                         | Robert Burke - 30,5%                                            | | Stephen Lynch (D)                                                                                 |                              |                                |
| Massachusetts        | 9         | Bill Keating (D)             | Bill Keating - 59,4%                          | Jesse Brown - 40,6%                                             | | Bill Keating (D)                                                                                  |                              |                                |
| Michigan             | 1         |                              | Jack Bergman (R)                              | Bob Lorinser - 37,5%                                            | Jack Bergman - 59,9% | Liz Hahola (W) - 1,4% Andrew Gale (L) - 1,2%                                                      |                              | Jack Bergman (R)               |
| Michigan             | 2         | Bill Huizenga (R)            | Jerry Hilliard - 34,3%                        | John Moolenaar - 63,7%                                          | Nathan Hewer (L) - 2,0% | John Moolenaar (R)                                                                                |                              |                                |
| Michigan             | 3         | Peter Meijer (R)             | Hillary Scholten - 54,8%                      | John Gibbs - 41,9%                                              | Jamie Lewis (L) - 2,0% Louis Palus (W) - 1,2%                                                                              |                                                                                                   | Hillary Scholten (D)         |                                |
| Michigan             | 4         | John Moolenaar (R)           | Joseph Alfonso - 42,5%                        | Bill Huizenga - 54,4%                                           | Lorence Wenke (L) - 2,5% Curtis Clark (U) - 0,7%                                                                           |                                                                                                   | Bill Huizenga (R)            |                                |
| Michigan             | 5         |                              | Dan Kildee (D)                                | Bart Goldberg - 34,9%                                           | Tim Walberg - 62,5% | Norman Peterson (L) - 1,6% Ezra Scott (U) - 1,0%                                                  | Tim Walberg (R)              |                                |
| Michigan             | 6         |                              | Fred Upton (R)                                | Debbie Dingell - 54,9%                                          | Whittney Williams - 34,1%                                                                                                  |                                                                                                   |                              | Debbie Dingell (D)             |
| Michigan             | 7         | Tim Walberg (R)              | Elissa Slotkin - 51,7%                        | Tom Barrett - 46,3%                                             | Leah Dailey (L) - 2,0% | Elissa Slotkin (D)                                                                                |                              |                                |
| Michigan             | 8         |                              | Elissa Slotkin (D)                            | Dan Kildee - 53,1%                                              | Paul Junge - 42,8% | Kathy Goodwin (W) - 2,7% David Canny (L) - 1,4%                                                   | Dan Kildee (D)               |                                |
| Michigan             | 9         | Andy Levin (D)               | Brian Jaye - 33,2%                            | Lisa McClain - 63,9%                                            | Jim Walkowicz (W) - 1,8% Jake Kelts (L) - 1,2%                                                                             | Lisa McClain (D)                                                                                  |                              |                                |
| Michigan             | 10        |                              | Lisa McClain (R)                              | Carl Marlinga - 48,3%                                           | John James - 48,8% | Andrea Kirby (W) - 1,8% Mike Saliba (L) - 1,1%                                                    |                              | John James (R)                 |
| Michigan             | 11        |                              | Haley Stevens (D)                             | Haley Stevens - 61,3%                                           | Mark Ambrose - 38,7% |                                                                                                   |                              | Haley Stevens (D)              |
| Michigan             | 12        | Debbie Dingell (D)           | Rashida Tlaib - 70,8%                         | Steven Elliott - 26,3%                                          | Gary Walkowicz (W) - 2,9%                                                                                                  | Rashida Tlaib (D)                                                                                 |                              |                                |
| Michigan             | 13        | Rashida Tlaib (D)            | Shri Thanedar - 71,1%                         | Martell Bivings - 24,0%                                         | Simone Coleman (W) - 3,8% Chris Dardzinski (U) - 1,2%                                                                      | Shri Thanedar (D)                                                                                 |                              |                                |
| Minnesota            | 1         |                              | Brad Finstad (R)                              | Jeff Ettinger - 42,3%                                           | Brad Finstad - 53,9% | Richard Reisdorf (L) - 2,2% Brian Abrahamson (G) - 1,7%                                           |                              | Brad Finstad (R)               |
| Minnesota            | 2         |                              | Angie Craig (D)                               | Angie Craig - 51,0%                                             | Tyler Kistner - 45,7% | Paula Overby (L) - 3,3%                                                                           |                              | Angie Craig (D)                |
| Minnesota            | 3         | Dean Phillips (D)            | Dean Phillips - 59,6%                         | Tom Weiler - 40,4%                                              | | Dean Phillips (D)                                                                                 |                              |                                |
| Minnesota            | 4         | Betty McCollum (D)           | Betty McCollum - 67,7%                        | May Lor Xiong - 32,2%                                           | | Betty McCollum (D)                                                                                |                              |                                |
| Minnesota            | 5         | Ilhan Omar (D)               | Ilhan Omar - 75,2%                            | Cicely Davis - 24,8%                                            | | Ilhan Omar (D)                                                                                    |                              |                                |
| Minnesota            | 6         |                              | Tom Emmer (R)                                 | Jeanne Hendricks - 37,9%                                        | Tom Emmer - 62,1% |                                                                                                   |                              | Tom Emmer (R)                  |
| Minnesota            | 7         | Michelle Fischbach (R)       | Jill Abahsain - 27,6%                         | Michelle Fischbach - 67,0%                                      | Travis Johnson (L) - 5,4%                                                                                                  | Michelle Fischbach (R)                                                                            |                              |                                |
| Minnesota            | 8         | Pete Stauber (R)             | Jennifer Schultz - 42,8%                      | Pete Stauber - 57,2%                                            | | Pete Stauber (R)                                                                                  |                              |                                |
| Mississippi          | 1         | Trent Kelly (R)              | Dianne Black - 27,0%                          | Trent Kelly - 73,0%                                             | | Trent Kelly (R)                                                                                   |                              |                                |
| Mississippi          | 2         |                              | Bennie Thompson (D)                           | Bennie Thompson - 60,1%                                         | Brian Flowers - 39,9% |                                                                                                   |                              | Bennie Thompson (D)            |
| Mississippi          | 3         |                              | Michael Guest (R)                             | Shuwaski Young - 29,2%                                          | Michael Guest - 70,8% |                                                                                                   |                              | Michael Guest (R)              |
| Mississippi          | 4         | Steven Palazzo (R)           | Johnny DuPree - 24,6%                         | Mike Ezell - 73,3%                                              | Alden Johnson (L) - 2,0%                                                                                                   | Mike Ezell (R)                                                                                    |                              |                                |
| Missouri             | 1         |                              | Cori Bush (D)                                 | Cori Bush - 72,8%                                               | Andrew Jones - 24,4% | George Zsidisin (L) - 2,8%                                                                        |                              | Cori Bush (D)                  |
| Missouri             | 2         |                              | Ann Wagner (R)                                | Trish Gunby - 43,0%                                             | Ann Wagner - 54,9% | Bill Slantz (L) - 2,1%                                                                            |                              | Ann Wagner (R)                 |
| Missouri             | 3         | Blaine Luetkemeyer (R)       | Bethany Mann - 34,8%                          | Blaine Luetkemeyer - 65,2%                                      | | Blaine Luetkemeyer (R)                                                                            |                              |                                |
| Missouri             | 4         | Vicky Hartzler (R)           | Jack Truman - 26,3%                           | Mark Alford - 71,3%                                             | Randy Langkraehr (L) - 2,4%                                                                                                | Mark Alford (R)                                                                                   |                              |                                |
| Missouri             | 5         |                              | Emanuel Cleaver (D)                           | Emanuel Cleaver - 60,9%                                         | Jacob Turk - 36,5% | Robin Dominick (L) - 2,5%                                                                         |                              | Emanuel Cleaver (D)            |
| Missouri             | 6         |                              | Sam Graves (R)                                | Henry Martin - 27,5%                                            | Sam Graves - 70,3% | Edward Maidment (L) - 2,2%                                                                        |                              | Sam Graves (R)                 |
| Missouri             | 7         | Billy Long (R)               | Kristen Radaker-Sheafer - 26,7%               | Eric Burlison - 70,9%                                           | Kevin Craig (L) - 2,3% | Eric Burlison (R)                                                                                 |                              |                                |
| Missouri             | 8         | Jason Smith (R)              | Randi McCallian - 76,0%                       | Jason Smith - 21,9%                                             | Jim Higgins (L) - 2,1% | Randi McCallian (R)                                                                               |                              |                                |
| Montana              | 1         |                              | Nuovo distretto                               | Monica Tranel - 46,5%                                           | Ryan Zinke - 49,5% | John Lamb (L) - 3,9%                                                                              | Ryan Zinke (R)               |                                |
| Montana              | 2         |                              | Matt Rosendale (R)                            | Penny Ronning - 20,2%                                           | Matt Rosendale - 56,6% | Gary Buchanan (I) - 21,9% Sam Rankin (L) - 1,4%                                                   | Matt Rosendale (R)           |                                |
| Nebraska             | 1         | Mike Flood (R)               | Patty Pansing Brooks - 41,9%                  | Mike Flood - 58,1%                                              | | Mike Flood (R)                                                                                    |                              |                                |
| Nebraska             | 2         | Don Bacon (R)                | Tony Vargas - 48,5%                           | Don Bacon - 51,5%                                               | | Don Bacon (R)                                                                                     |                              |                                |
| Nebraska             | 3         | Adrian Smith (R)             | David Else - 15,8%                            | Adrian Smith - 78,3%                                            | Mark Elworth (L) - 5,9% | Adrian Smith (R)                                                                                  |                              |                                |
| Nevada               | 1         |                              | Dina Titus (D)                                | Dina Titus - 51,6%                                              | Mark Robertson - 45,9% | Ken Cavanaugh (L) - 2,5%                                                                          |                              | Dina Titus (D)                 |
| Nevada               | 2         |                              | Mark Amodei (R)                               | Elizabeth Krause - 37,9%                                        | Mark Amodei - 59,7% | Russell Best (I) - 1,3% Darryl Baber (L) - 1,1%                                                   |                              | Mark Amodei (R)                |
| Nevada               | 3         |                              | Susie Lee (D)                                 | Susie Lee - 52,0%                                               | April Becker - 48,0% |                                                                                                   |                              | Susie Lee (D)                  |
| Nevada               | 4         | Steven Horsford (D)          | Steven Horsford - 52,4%                       | Sam Peters - 47,6%                                              | | Steven Horsford (D)                                                                               |                              |                                |
| New Hampshire        | 1         | Chris Pappas (D)             | Chris Pappas - 54,0%                          | Karoline Leavitt - 46,0%                                        | | Chris Pappas (D)                                                                                  |                              |                                |
| New Hampshire        | 2         | Ann McLane Kuster (D)        | Ann McLane Kuster - 55,9%                     | Robert Burns - 44,1%                                            | | Ann McLane Kuster (D)                                                                             |                              |                                |
| New Jersey           | 1         | Donald Norcross (D)          | Donald Norcross - 62,3%                       | Claire Gustafson - 35,2%                                        | Patricia Kline (I) - 1,5% Isaiah Fletcher (I) - 0,7% Allen Cannon (I) - 0,3%                                               | Donald Norcross (D)                                                                               |                              |                                |
| New Jersey           | 2         |                              | Jeff Van Drew (R)                             | Tim Alexander - 39,7%                                           | Jeff Van Drew - 59,1% | Michael Gallo (I) - 0,8% Anthony Sanchez (I) - 0,4%                                               |                              | Jeff Van Drew (R)              |
| New Jersey           | 3         |                              | Andy Kim (D)                                  | Andy Kim - 55,9%                                                | Bob Healey - 43,2% | Christopher Russomanno (I) - 0,5% Gregory Sobocinski (I) - 0,4%                                   |                              | Andy Kim (D)                   |
| New Jersey           | 4         |                              | Chris Smith (R)                               | Matthew Jenkins - 31,4%                                         | Chris Smith - 66,9% | Jason Cullen (I) - 0,7% David Schmidt (I) - 0,5% Hank Schroeder (I) - 0,3% Pam Daniels (I) - 0,2% |                              | Chris Smith (R)                |
| New Jersey           | 5         |                              | Josh Gottheimer (D)                           | Josh Gottheimer - 54,7%                                         | Frank Pallotta - 44,3% | Jeremy Marcus (I) - 0,4% Trevor Ferrigno (I) - 0,3% Louis Vellucci (I) - 0,2%                     |                              | Josh Gottheimer (D)            |
| New Jersey           | 6         | Frank Pallone (D)            | Frank Pallone - 57,5%                         | Sue Kiley - 41,0%                                               | Tara Fisher (I) - 0,7% Inder Soni (I) - 0,5% Eric Antisell (I) - 0,3%                                                      | Frank Pallone (D)                                                                                 |                              |                                |
| New Jersey           | 7         | Tom Malinowski (D)           | Tom Malinowski - 48,5%                        | Thomas Kean - 51,5%                                             | |                                                                                                   | Thomas Kean (R)              |                                |
| New Jersey           | 8         | Albio Sires (D)              | Rob Menendez - 73,6%                          | Marcos Arroyo - 23,4%                                           | Joanne Kuniansky (I) - 1,0% Dan Delaney (I) - 0,7% David Cook (I) - 0,7% Pablo Olivera (I) - 0,4% John Salierno (I) - 0,2% |                                                                                                   | Rob Menendez (D)             |                                |
| New Jersey           | 9         | Bill Pascrell (D)            | Bill Pascrell - 55,0%                         | Billy Prempeh - 43,6%                                           | Lea Sherman (I) - 0,7% Sean Armstrong (I) - 0,7%                                                                           | Bill Pascrell (D)                                                                                 |                              |                                |
| New Jersey           | 10        | Donald Payne, Jr. (D)        | Donald Payne, Jr. - 77,6%                     | David Pinckney - 20,0%                                          | Cynthia Johnson (I) - 1,5% Kendal Ludden (I) - 0,5% Clenard Childress (I) - 0,3%                                           | Donald Payne, Jr. (D)                                                                             |                              |                                |
| New Jersey           | 11        | Mikie Sherrill (D)           | Mikie Sherrill - 59,0%                        | Paul DeGroot - 40,2%                                            | Joseph Biasco (I) - 0,8%                                                                                                   | Mikie Sherrill (D)                                                                                |                              |                                |
| New Jersey           | 12        | Bonnie Watson Coleman (D)    | Bonnie Watson Coleman - 61,9%                 | Darius Mayfield - 37,2%                                         | Lynn Genrich (I) - 0,9% | Bonnie Watson Coleman (D)                                                                         |                              |                                |
| New York             | 1         |                              | Lee Zeldin (R)                                | Bridget Fleming - 44,1%                                         | Nick LaLota - 55,9% |                                                                                                   |                              | Nick LaLota (R)                |
| New York             | 2         | Andrew Garbarino (R)         | Jackie Gordon - 39,0%                         | Andrew Garbarino - 61,0%                                        | | Andrew Garbarino (R)                                                                              |                              |                                |
| New York             | 3         |                              | Tom Suozzi (D)                                | Robert Zimmerman - 45,9%                                        | George Santos - 54,1% |                                                                                                   | George Santos (R)            |                                |
| New York             | 4         | Kathleen Rice (D)            | Laura Gillen - 48,1%                          | Anthony D'Esposito - 51,9%                                      | | Anthony D'Esposito (R)                                                                            |                              |                                |
| New York             | 5         | Gregory Meeks (D)            | Gregory Meeks - 75,2%                         | Paul King - 24,8%                                               | |                                                                                                   | Gregory Meeks (D)            |                                |
| New York             | 6         | Grace Meng (D)               | Grace Meng - 63,3%                            | Thomas Zmich - 36,7%                                            | | Grace Meng (D)                                                                                    |                              |                                |
| New York             | 7         | Nydia Velázquez (D)          | Nydia Velázquez - 80,5%                       | Juan Pagan - 19,5%                                              | | Nydia Velázquez (D)                                                                               |                              |                                |
| New York             | 8         | Hakeem Jeffries (D)          | Hakeem Jeffries - 72,4%                       | Yuri Dashevsky - 27,6%                                          | | Hakeem Jeffries(D)                                                                                |                              |                                |
| New York             | 9         | Yvette Clarke (D)            | Yvette Clarke - 82,2%                         | -                                                               | Menachem Raitport (C) - 17,8%                                                                                              | Yvette Clarke (D)                                                                                 |                              |                                |
| New York             | 10        | Jerry Nadler (D)             | Dan Goldman - 83,9%                           | Benine Hamdan - 15,3%                                           | Steve Speer (O) - 0,8% | Dan Goldman (D)                                                                                   |                              |                                |
| New York             | 11        |                              | Nicole Malliotakis (R)                        | Max Rose - 37,9%                                                | Nicole Malliotakis - 62,1%                                                                                                 |                                                                                                   |                              | Nicole Malliotakis (R)         |
| New York             | 12        |                              | Carolyn Maloney (D)                           | Jerry Nadler - 81,7%                                            | Michael Zumbluskas - 18,1%                                                                                                 | Mikhail Itkis (O) - 0,3%                                                                          |                              | Jerrold Nadler (D)             |
| New York             | 13        | Adriano Espaillat (D)        | Adriano Espaillat                             | -                                                               | | Adriano Espaillat (D)                                                                             |                              |                                |
| New York             | 14        | Alexandria Ocasio-Cortez (D) | Alexandria Ocasio-Cortez - 70,6%              | Tina Forte - 27,5%                                              | Desi Cuellar (C) - 1,9% | Alexandria Ocasio-Cortez (D)                                                                      |                              |                                |
| New York             | 15        | Ritchie Torres (D)           | Ritchie Torres - 82,6%                        | Stylo Sapaskis - 17,4%                                          | | Ritchie Torres (D)                                                                                |                              |                                |
| New York             | 16        | Jamaal Bowman (D)            | Jamaal Bowman - 64,2%                         | Miriam Flisser - 35,8%                                          | | Jamaal Bowman (D)                                                                                 |                              |                                |
| New York             | 17        | Mondaire Jones (D)           | Sean Patrick Maloney - 49,6%                  | Mike Lawler - 50,4%                                             | |                                                                                                   | Mike Lawler (R)              |                                |
| New York             | 18        | Sean Patrick Maloney (D)     | Pat Ryan - 50,5%                              | Colin Schmitt - 49,5%                                           | |                                                                                                   | Pat Ryan (D)                 |                                |
| New York             | 19        | Pat Ryan (D)                 | Josh Riley - 48,9%                            | Marc Molinaro - 51,1%                                           | |                                                                                                   | Marc Molinaro (R)            |                                |
| New York             | 20        | Paul Tonko (D)               | Paul Tonko - 55,0%                            | Liz Joy - 45,0%                                                 | |                                                                                                   | Paul Tonko (D)               |                                |
| New York             | 21        |                              | Elise Stefanik (R)                            | Matt Castelli - 40,6%                                           | Elise Stefanik - 59,4% |                                                                                                   |                              | Elise Stefanik (R)             |
| New York             | 22        | Claudia Tenney (R)           | Francis Conole - 49,5%                        | Brandon Williams - 50,5%                                        | | Brandon Williams (R)                                                                              |                              |                                |
| New York             | 23        | Joe Sempolinski (R)          | Max Della Pia - 35,0%                         | Nick Langworthy - 65,0%                                         | | Nick Langworthy (R)                                                                               |                              |                                |
| New York             | 24        | John Katko (R)               | Steven Holden - 33,6%                         | Claudia Tenney - 66,4%                                          | | Claudia Tenney (R)                                                                                |                              |                                |
| New York             | 25        |                              | Joseph Morelle (D)                            | Joseph Morelle - 53,6%                                          | La'Ron Singletary - 46,4%                                                                                                  |                                                                                                   |                              | Joseph Morelle (D)             |
| New York             | 26        | Brian Higgins (D)            | Brian Higgins - 63,9%                         | Steven Sams - 36,1%                                             | | Brian Higgins (D)                                                                                 |                              |                                |
| Nuovo Messico        | 1         | Melanie Stansbury (D)        | Melanie Stansbury - 55,8%                     | Michelle Garcia Holmes - 44,2%                                  | | Melanie Stansbury (D)                                                                             |                              |                                |
| Nuovo Messico        | 2         |                              | Yvette Herrell (R)                            | Gabe Vasquez - 50,3%                                            | Yvette Herrell - 49,7% |                                                                                                   | Gabe Vasquez (D)             |                                |
| Nuovo Messico        | 3         |                              | Teresa Leger Fernandez (D)                    | Teresa Leger Fernandez - 58,2%                                  | Alexis Martinez Johnson - 41,8%                                                                                            |                                                                                                   | Teresa Leger Fernandez (D)   |                                |
| Ohio                 | 1         |                              | Steve Chabot (R)                              | Greg Landsman - 52,5%                                           | Steve Chabot - 47,5% |                                                                                                   | Greg Landsman (D)            |                                |
| Ohio                 | 2         | Brad Wenstrup (R)            | Samantha Meadows - 25,5%                      | Brad Wenstrup - 74,5%                                           | |                                                                                                   | Brad Wenstrup (R)            |                                |
| Ohio                 | 3         |                              | Joyce Beatty (D)                              | Joyce Beatty - 70,2%                                            | Lee Stahley - 29,8% |                                                                                                   |                              | Joyce Beatty (D)               |
| Ohio                 | 4         |                              | Jim Jordan (R)                                | Tamie Wilson - 30,7%                                            | Jim Jordan - 69,3% |                                                                                                   |                              | Jim Jordan (R)                 |
| Ohio                 | 5         | Bob Latta (R)                | Craig Swartz - 33,0%                          | Bob Latta - 67,0%                                               | | Bob Latta (R)                                                                                     |                              |                                |
| Ohio                 | 6         | Bill Johnson (R)             | Louis Lyras - 32,3%                           | Bill Johnson - 67,7%                                            | | Bill Johnson (R)                                                                                  |                              |                                |
| Ohio                 | 7         | Bob Gibbs (R)                | Matthew Diemer - 44,6%                        | Max Miller - 55,4%                                              | | Max Miller (R)                                                                                    |                              |                                |
| Ohio                 | 8         | Warren Davidson (R)          | Vanessa Enoch - 35,1%                         | Warren Davidson - 64,9%                                         | | Warren Davidson (R)                                                                               |                              |                                |
| Ohio                 | 9         |                              | Marcy Kaptur (D)                              | Marcy Kaptur - 56,5%                                            | J. R. Majewski - 43,5% |                                                                                                   |                              | Marcy Kaptur (D)               |
| Ohio                 | 10        |                              | Mike Turner (R)                               | David Esrati - 37,8%                                            | Mike Turner - 62,2% |                                                                                                   |                              | Mike Turner (R)                |
| Ohio                 | 11        |                              | Shontel Brown (D)                             | Shontel Brown - 77,6%                                           | Eric Brewer - 22,4% |                                                                                                   |                              | Shontel Brown (D)              |
| Ohio                 | 12        |                              | Troy Balderson (R)                            | Amy Rippel-Elton - 30,5%                                        | Troy Balderson - 69,5% |                                                                                                   |                              | Troy Balderson (R)             |
| Ohio                 | 13        |                              | Tim Ryan (D)                                  | Emilia Sykes - 52,6%                                            | Madison Gesiotto - 47,4%                                                                                                   |                                                                                                   |                              | Emilia Sykes (D)               |
| Ohio                 | 14        |                              | David Joyce (R)                               | Matt Kilboy - 38,1%                                             | David Joyce - 61,9% |                                                                                                   |                              | David Joyce (R)                |
| Ohio                 | 15        | Mike Carey (R)               | Gary Josephson - 42,8%                        | Mike Carey - 57,2%                                              | | Mike Carey (R)                                                                                    |                              |                                |
| Oklahoma             | 1         | Kevin Hern (R)               | Adam Martin - 34,7%                           | Kevin Hern - 61,2%                                              | Evelyn Rogers (I) - 4,2%                                                                                                   | Kevin Hern (R)                                                                                    |                              |                                |
| Oklahoma             | 2         | Markwayne Mullin (R)         | Naomi Andrews - 23,4%                         | Josh Brecheen - 72,4%                                           | Ben Robinson (I) - 4,2% | Josh Brecheen (R)                                                                                 |                              |                                |
| Oklahoma             | 3         | Frank Lucas (R)              | Jeremiah Ross - 25,5%                         | Frank Lucas - 74,5%                                             | | Frank Lucas (R)                                                                                   |                              |                                |
| Oklahoma             | 4         | Tom Cole (R)                 | Mary Brannon - 33,2%                          | Tom Cole - 66,8%                                                | | Tom Cole (R)                                                                                      |                              |                                |
| Oklahoma             | 5         | Stephanie Bice (R)           | Joshua Harris-Till - 37,4%                    | Stephanie Bice - 59,0%                                          | David Frosch (I) - 3,6% | Stephanie Bice (R)                                                                                |                              |                                |
| Oregon               | 1         |                              | Suzanne Bonamici (D)                          | Suzanne Bonamici - 68,0%                                        | Christopher Mann - 32,0%                                                                                                   |                                                                                                   |                              | Suzanne Bonamici (D)           |
| Oregon               | 2         |                              | Cliff Bentz (R)                               | Joe Yetter - 32,4%                                              | Cliff Bentz - 67,6% |                                                                                                   |                              | Cliff Bentz (R)                |
| Oregon               | 3         |                              | Earl Blumenauer (D)                           | Earl Blumenauer - 70,1%                                         | Joanna Harbour - 26,3% |                                                                                                   |                              | Earl Blumenauer (D)            |
| Oregon               | 4         | Peter DeFazio (D)            | Val Hoyle - 50,7%                             | Alek Skarlatos - 43,1%                                          | Levi Leatherberry (I) - 2,7% Jim Howard (C) - 1,8% Mike Beilstein (P) - 1,8%                                               | Val Hoyle (D)                                                                                     |                              |                                |
| Oregon               | 5         | Kurt Schrader (D)            | Jamie McLeod-Skinner - 48,9%                  | Lori Chavez-DeRemer - 51,1%                                     | |                                                                                                   | Lori Chavez-DeRemer (R)      |                                |
| Oregon               | 6         |                              | Nuovo distretto                               | Andrea Salinas - 50,1%                                          | Mike Erickson - 47,6% | Larry McFarland (C) - 2,3%                                                                        |                              | Andrea Salinas (D)             |
| Pennsylvania         | 1         |                              | Brian Fitzpatrick (R)                         | Ashley Ehasz - 45,1%                                            | Brian Fitzpatrick - 54,9%                                                                                                  |                                                                                                   |                              | Brian Fitzpatrick (R)          |
| Pennsylvania         | 2         |                              | Brendan Boyle (D)                             | Brendan Boyle - 75,7%                                           | Aaron Bashir - 24,3% |                                                                                                   |                              | Brendan Boyle (D)              |
| Pennsylvania         | 3         | Dwight Evans (D)             | Dwight Evans - 95,1%                          | -                                                               | Christopher Hoeppner (S) - 4,9%                                                                                            | Dwight Evans (D)                                                                                  |                              |                                |
| Pennsylvania         | 4         | Madeleine Dean (D)           | Madeleine Dean - 61,3%                        | Christian Nascimento - 38,7%                                    | | Madeleine Dean (D)                                                                                |                              |                                |
| Pennsylvania         | 5         | Mary Gay Scanlon (D)         | Mary Gay Scanlon - 65,1%                      | David Galluch - 34,9%                                           | | Mary Gay Scanlon (D)                                                                              |                              |                                |
| Pennsylvania         | 6         | Chrissy Houlahan (D)         | Chrissy Houlahan - 58,3%                      | Guy Ciarrocchi - 41,7%                                          | | Chrissy Houlahan (D)                                                                              |                              |                                |
| Pennsylvania         | 7         | Susan Wild (D)               | Susan Wild - 51,0%                            | Lisa Scheller - 49,0%                                           | | Susan Wild (D)                                                                                    |                              |                                |
| Pennsylvania         | 8         | Matt Cartwright (D)          | Matt Cartwright - 51,2%                       | Jim Bognet - 48,8%                                              | | Matt Cartwright (D)                                                                               |                              |                                |
| Pennsylvania         | 9         |                              | Dan Meuser (R)                                | Amanda Waldman - 30,7%                                          | Dan Meuser - 69,3% |                                                                                                   |                              | Dan Meuser (R)                 |
| Pennsylvania         | 10        | Scott Perry (R)              | Shamaine Daniels - 46,1%                      | Scott Perry - 53,9%                                             | | Scott Perry (R)                                                                                   |                              |                                |
| Pennsylvania         | 11        | Lloyd Smucker (R)            | Bob Hollister - 38,4%                         | Lloyd Smucker - 61,6%                                           | | Lloyd Smucker (R)                                                                                 |                              |                                |
| Pennsylvania         | 12        | Fred Keller (R)              | Summer Lee - 56,2%                            | Mike Doyle - 43,8%                                              | |                                                                                                   | Summer Lee (D)               |                                |
| Pennsylvania         | 13        | John Joyce (R)               | -                                             | John Joyce                                                      | |                                                                                                   | John Joyce (R)               |                                |
| Pennsylvania         | 14        | Guy Reschenthaler (R)        | -                                             | Guy Reschenthaler                                               | | Guy Reschenthaler (R)                                                                             |                              |                                |
| Pennsylvania         | 15        | Glenn Thompson (R)           | Mike Molesevich - 30,0%                       | Glenn Thompson - 70,0%                                          | | Glenn Thompson (R)                                                                                |                              |                                |
| Pennsylvania         | 16        | Mike Kelly (R)               | Dan Pastore - 40,6%                           | Mike Kelly - 59,4%                                              | | Mike Kelly (R)                                                                                    |                              |                                |
| Pennsylvania         | 17        |                              | Conor Lamb (D)                                | Chris Deluzio - 53,4%                                           | Jeremy Shaffer - 46,6% |                                                                                                   |                              | Chris Deluzio (D)              |
| Rhode Island         | 1         | David Cicilline (D)          | David Cicilline - 64,1%                       | Allen Waters - 35,9%                                            | | David Cicilline (D)                                                                               |                              |                                |
| Rhode Island         | 2         | James Langevin (D)           | Seth Magaziner - 50,5%                        | Allan Fung - 46,8%                                              | William Gilbert (I) - 2,7%                                                                                                 | Seth Magaziner (D)                                                                                |                              |                                |
| Tennessee            | 1         |                              | Diana Harshbarger (R)                         | Cameron Parsons - 19,7%                                         | Diana Harshbarger - 78,3%                                                                                                  | Richard Baker (I) - 1,3% Matt Makrom (I) - 0,7%                                                   |                              | Diana Harshbarger (R)          |
| Tennessee            | 2         | Tim Burchett (R)             | Mark Harmon - 32,1%                           | Tim Burchett - 67,9%                                            | | Tim Burchett (R)                                                                                  |                              |                                |
| Tennessee            | 3         | Chuck Fleischmann (R)        | Meg Gorman - 30,2%                            | Chuck Fleischmann - 68,3%                                       | Rick Tyler (I) - 0,9% Thomas Rumba (I) - 0,6%                                                                              | Chuck Fleischmann (R)                                                                             |                              |                                |
| Tennessee            | 4         | Scott DesJarlais (R)         | Wayne Steele - 25,7%                          | Scott DesJarlais - 70,6%                                        | Mike Winton (I) - 1,6% Clyde Benson (I) - 1,0% David Jones (I) - 0,4% Tharon Chandler (I) - 0,3% Joseph Magyer (I) - 0,3%  | Scott DesJarlais (R)                                                                              |                              |                                |
| Tennessee            | 5         |                              | Jim Cooper (D)                                | Heidi Campbell - 42,3%                                          | Andy Ogles - 55,9% | Derrick Brantley (I) - 0,9% Daniel Cooper (I) - 0,5% Rick Shannon (I) - 0,4%                      | Andy Ogles (R)               |                                |
| Tennessee            | 6         |                              | John Rose (R)                                 | Randal Cooper - 33,7%                                           | John Rose - 66,3% |                                                                                                   | John Rose (R)                |                                |
| Tennessee            | 7         | Mark Green (R)               | Odessa Kelly - 38,1%                          | Mark Green - 60,0%                                              | Steven Hooper (I) - 1,9%                                                                                                   | Mark Green (R)                                                                                    |                              |                                |
| Tennessee            | 8         | David Kustoff (R)            | Lynnette Williams - 24,4%                     | David Kustoff - 73,9%                                           | James Hart (I) - 1,2% Ronnie Henley (I) - 0,5%                                                                             | David Kustoff (R)                                                                                 |                              |                                |
| Tennessee            | 9         |                              | Steve Cohen (D)                               | Steve Cohen - 70,0%                                             | Charlotte Bergmann - 26,2%                                                                                                 | George Flinn (I) - 2,5% Dennis Clark (I) - 0,9% Paul Cook (I) - 0,4%                              |                              | Steve Cohen (D)                |
| Texas                | 1         |                              | Louie Gohmert (R)                             | Jrmar Jefferson - 21,9%                                         | Nathaniel Moran - 78,1% |                                                                                                   |                              | Nathaniel Moran (R)            |
| Texas                | 2         | Dan Crenshaw (R)             | Robin Fulford - 34,1%                         | Dan Crenshaw - 65,9%                                            | | Dan Crenshaw (R)                                                                                  |                              |                                |
| Texas                | 3         | Van Taylor (R)               | Sandeep Srivastava - 36,9%                    | Keith Self - 60,6%                                              | Christopher Claytor (L) - 2,5%                                                                                             | Keith Self (R)                                                                                    |                              |                                |
| Texas                | 4         | Pat Fallon (R)               | Iro Omere - 30,9%                             | Pat Fallon - 66,8%                                              | John Simmons (L) - 2,4% | Pat Fallon (R)                                                                                    |                              |                                |
| Texas                | 5         | Lance Gooden (R)             | Tartisha Hill - 33,8%                         | Lance Gooden - 64,1%                                            | Kevin Hale (L) - 2,0% | Lance Gooden (R)                                                                                  |                              |                                |
| Texas                | 6         | Jake Ellzey (R)              | -                                             | Jake Ellzey                                                     | | Jake Ellzeyy (R)                                                                                  |                              |                                |
| Texas                | 7         |                              | Lizzie Fletcher (D)                           | Lizzie Fletcher - 63,8%                                         | Johnny Teague - 36,2% |                                                                                                   |                              | Lizzie Fletcher (D)            |
| Texas                | 8         |                              | Kevin Brady (R)                               | Laura Jones - 30,5%                                             | Morgan Luttrell - 68,1% | Roy Eriksen (L)                                                                                   |                              | Morgan Luttrell (R)            |
| Texas                | 9         |                              | Al Green (D)                                  | Al Green - 76,7%                                                | Jimmy Leon - 23,3% |                                                                                                   |                              | Al Green (D)                   |
| Texas                | 10        |                              | Michael McCaul (R)                            | Linda Nuno - 34,3%                                              | Michael McCaul - 63,3% | Bill Kelsey (L) - 2,4%                                                                            |                              | Michael McCaul (R)             |
| Texas                | 11        | August Pfluger (R)           | -                                             | August Pfluger                                                  | | August Pfluger (R)                                                                                |                              |                                |
| Texas                | 12        | Kay Granger (R)              | Trey Hunt - 35,7%                             | Kay Granger - 64,3%                                             | | Kay Granger (R)                                                                                   |                              |                                |
| Texas                | 13        | Ronny Jackson (R)            | Kathleen Brown - 24,6%                        | Ronny Jackson - 75,4%                                           | | Ronny Jackson (R)                                                                                 |                              |                                |
| Texas                | 14        | Randy Weber (R)              | Mikal Williams - 31,4%                        | Randy Weber - 68,6%                                             | | Randy Weber (R)                                                                                   |                              |                                |
| Texas                | 15        |                              | Vicente González (D)                          | Michelle Vallejo - 44,8%                                        | Monica De La Cruz - 53,3%                                                                                                  | Ross Leone (L) - 1,9%                                                                             | Monica De La Cruz (R)        |                                |
| Texas                | 16        | Veronica Escobar (D)         | Veronica Escobar - 63,3%                      | Irene Armendariz-Jackson - 36,7%                                | |                                                                                                   | Veronica Escobar (D)         |                                |
| Texas                | 17        |                              | Pete Sessions (R)                             | Mary Jo Woods - 33,5%                                           | Pete Sessions - 66,5% |                                                                                                   |                              | Pete Sessions (R)              |
| Texas                | 18        |                              | Sheila Jackson Lee (D)                        | Sheila Jackson Lee - 70,7%                                      | Carmen Maria Montiel - 26,2%                                                                                               | Vince Duncan (I) - 1,8% Phil Kurtz (L) - 1,3%                                                     |                              | Sheila Jackson Lee (D)         |
| Texas                | 19        |                              | Jodey Arrington (R)                           | -                                                               | Jodey Arrington - 80,4% | Nathan Lewis (I) - 19,6%                                                                          |                              | Jodey Arrington (R)            |
| Texas                | 20        |                              | Joaquín Castro (D)                            | Joaquín Castro - 68,4%                                          | Kyle Sinclair - 31,6% |                                                                                                   |                              | Joaquín Castro (D)             |
| Texas                | 21        |                              | Chip Roy (R)                                  | Claudia Zapata - 37,1%                                          | Chip Roy - 62,9% |                                                                                                   |                              | Chip Roy (R)                   |
| Texas                | 22        | Troy Nehls (R)               | Jamie Jordan - 35,5%                          | Troy Nehls - 62,3%                                              | Joseph LeBlanc (L) - 2,2%                                                                                                  | Troy Nehls (R)                                                                                    |                              |                                |
| Texas                | 23        | Tony Gonzales (R)            | John Lira - 38,7%                             | Tony Gonzales - 55,9%                                           | Frank Lopez (I) - 5,4% | Tony Gonzales (R)                                                                                 |                              |                                |
| Texas                | 24        | Beth Van Duyne (R)           | Jan McDowell - 40,2%                          | Beth Van Duyne - 59,8%                                          | | Beth Van Duyne (R)                                                                                |                              |                                |
| Texas                | 25        | Roger Williams (R)           | -                                             | Roger Williams                                                  | | Roger Williams (R)                                                                                |                              |                                |
| Texas                | 26        | Michael Burgess (R)          | -                                             | Michael Burgess - 69,3%                                         | Mike Kolls (L) - 30,7% | Michael Burgess (R)                                                                               |                              |                                |
| Texas                | 27        | Michael Cloud (R)            | Maclovio Perez - 35,5%                        | Michael Cloud - 64,5%                                           | | Michael Cloud (R)                                                                                 |                              |                                |
| Texas                | 28        |                              | Henry Cuellar (D)                             | Henry Cuellar - 56,6%                                           | Cassy Garcia - 43,4% |                                                                                                   |                              | Henry Cuellar (D)              |
| Texas                | 29        | Sylvia Garcia (D)            | Sylvia Garcia - 71,4%                         | Robert Schafranek - 28,6%                                       | | Sylvia Garcia (D)                                                                                 |                              |                                |
| Texas                | 30        | Eddie Bernice Johnson (D)    | Jasmine Crockett - 75,0%                      | James Rodgers - 21,8%%                                          | Zachariah Manning (I) - 2,1% Phil Gray (L) - 1,0%                                                                          | Jasmine Crockett (D)                                                                              |                              |                                |
| Texas                | 31        |                              | John Carter (R)                               | -                                                               | John Carter |                                                                                                   |                              | John Carter (R)                |
| Texas                | 32        |                              | Colin Allred (D)                              | Colin Allred - 65,3%                                            | Antonio Swad - 34,7% |                                                                                                   |                              | Colin Allred (D)               |
| Texas                | 33        | Marc Veasey (D)              | Marc Veasey - 72,0%                           | Patrick Gillespie - 25,6%                                       | Ken Ashby (L) - 2,4% | Marc Veasey (D)                                                                                   |                              |                                |
| Texas                | 34        |                              | Mayra Flores (R)                              | Vicente González - 52,7%                                        | Mayra Flores - 44,3% | Chris Royal (I) - 3,0%                                                                            | Vicente González (D)         |                                |
| Texas                | 35        |                              | Lloyd Doggett (D)                             | Greg Casar - 72,6%                                              | Dan McQueen - 27,4% |                                                                                                   | Greg Casar (D)               |                                |
| Texas                | 36        |                              | Brian Babin (R)                               | Jon Haire - 30,5%                                               | Brian Babin - 69,5% |                                                                                                   |                              | Brian Babin (R)                |
| Texas                | 37        |                              | Nuovo distretto                               | Lloyd Doggett - 76,8%                                           | Jenny Sharon - 21,0% | Clark Patterson (L) - 2,2%                                                                        |                              | Lloyd Doggett (D)              |
| Texas                | 38        | Nuovo distretto              | Duncan Klussmann - 35,5%                      | Wesley Hunt - 63,0%                                             | Joel Dejean (I) - 1,5% |                                                                                                   | Wesley Hunt (R)              |                                |
| Utah                 | 1         |                              | Blake Moore (R)                               | Rick Jones - 33,0%                                              | Blake Moore - 67,0% |                                                                                                   | Blake Moore (R)              |                                |
| Utah                 | 2         | Chris Stewart (R)            | Nick Mitchell - 34,0%                         | Chris Stewart - 59,7%                                           | JayMac McFarland (U) - 3,3% Cassie Easley (C) - 3,0%                                                                       | Chris Stewart (R)                                                                                 |                              |                                |
| Utah                 | 3         | John Curtis (R)              | Glenn Wright - 29,5%                          | John Curtis - 64,4%                                             | Michael Stoddard (L) - 2,9% Daniel Cummings (C) - 1,7% Aaron Heineman (I) - 1,4%                                           | John Curtis (R)                                                                                   |                              |                                |
| Utah                 | 4         | Burgess Owens (R)            | Darlene McDonald - 32,4%                      | Burgess Owens - 61,1%                                           | January Walker (U) - 6,6%                                                                                                  | Burgess Owens (R)                                                                                 |                              |                                |
| Vermont              | Unico     |                              | Peter Welch (D)                               | Becca Balint - 62,7%                                            | Liam Madden - 27,9% | Ericka Redic (L) - 4,5% Matt Druzba (I) - 2,0% Luke Talbot (I) - 1,6% Adam Ortiz (I) - 1,2%       |                              | Becca Balint (D)               |
| Virginia             | 1         |                              | Rob Wittman (R)                               | Herbert Jones - 42,5%                                           | Rob Wittman - 56,5% | David Foster (I) - 1,0%                                                                           |                              | Rob Wittman (R)                |
| Virginia             | 2         | Elaine Luria (D)             | Elaine Luria - 48,3%                          | Jen Kiggans - 51,7%                                             | | Jen Kiggans (R)                                                                                   |                              |                                |
| Virginia             | 3         |                              | Bobby Scott (D)                               | Bobby Scott - 67,4%                                             | Terry Namkung - 32,3% |                                                                                                   |                              | Bobby Scott (D)                |
| Virginia             | 4         | Donald McEachin (D)          | Donald McEachin - 64,4%                       | Leon Benjamin - 35,6%                                           | | Donald McEachin (D)                                                                               |                              |                                |
| Virginia             | 5         |                              | Bob Good (R)                                  | Joshua Throneburg - 42,3%                                       | Bob Good - 57,7% |                                                                                                   |                              | Bob Good (R)                   |
| Virginia             | 6         | Ben Cline (R)                | Jennifer Lewis - 35,5%                        | Ben Cline - 64,5%                                               | | Ben Cline (R)                                                                                     |                              |                                |
| Virginia             | 7         |                              | Abigail Spanberger (D)                        | Abigail Spanberger - 52,3%                                      | Yesli Vega - 47,7% |                                                                                                   |                              | Abigail Spanberger (D)         |
| Virginia             | 8         | Don Beyer (D)                | Don Beyer - 73,7%                             | Karina Lipsman - 24,8%                                          | Teddy Fikre (I) - 1,5% | Don Beyer (D)                                                                                     |                              |                                |
| Virginia             | 9         |                              | Morgan Griffith (R)                           | Taysha DeVaughan - 26,6%                                        | Morgan Griffith - 73,4% |                                                                                                   |                              | Morgan Griffith (R)            |
| Virginia             | 10        |                              | Jennifer Wexton (D)                           | Jennifer Wexton - 53,3%                                         | Hung Cao - 46,7% |                                                                                                   |                              | Jennifer Wexton (D)            |
| Virginia             | 11        | Gerry Connolly (D)           | Gerry Connolly - 66,9%                        | James Myles - 33,1%                                             | | Gerry Connolly (D)                                                                                |                              |                                |
| Virginia Occidentale | 1         |                              | David McKinley (R)                            | Lacy Watson - 28,8%                                             | Carol Miller - 66,7% | Belinda Fox-Spencer (I) - 4,5%                                                                    |                              | Carol Miller (R)               |
| Virginia Occidentale | 2         | Alex Mooney (R)              | Barry Lee Wendell - 34,4%                     | Alex Mooney - 65,6%                                             | | Alex Mooney (R)                                                                                   |                              |                                |
| Washington           | 1         |                              | Suzan DelBene (D)                             | Suzan DelBene - 63,6%                                           | Vincent Cavaleri - 36,4%                                                                                                   |                                                                                                   |                              | Suzan DelBene (D)              |
| Washington           | 2         | Rick Larsen (D)              | Rick Larsen - 60,2%                           | Dan Matthews - 39,8%                                            | | Rick Larsen (D)                                                                                   |                              |                                |
| Washington           | 3         |                              | Jaime Herrera Beutler (R)                     | Marie Perez - 50,4%                                             | Joe Kent - 49,6% |                                                                                                   | Marie Perez (D)              |                                |
| Washington           | 4         | Dan Newhouse (R)             | Doug White - 31,9%                            | Dan Newhouse - 68,1%                                            | |                                                                                                   | Dan Newhouse (R)             |                                |
| Washington           | 5         | Cathy McMorris Rodgers (R)   | Natasha Hill - 40,3%                          | Cathy McMorris Rodgers - 59,7%                                  | | Cathy McMorris Rodgers (R)                                                                        |                              |                                |
| Washington           | 6         |                              | Derek Kilmer (D)                              | Derek Kilmer - 60,1%                                            | Elizabeth Kreiselmaier - 39,9%                                                                                             |                                                                                                   |                              | Derek Kilmer (D)               |
| Washington           | 7         | Pramila Jayapal (D)          | Pramila Jayapal - 85,7%                       | Cliff Moon - 14,3%                                              | | Pramila Jayapal (D)                                                                               |                              |                                |
| Washington           | 8         | Kim Schrier (D)              | Kim Schrier - 53,4%                           | Matt Larkin - 46,6%                                             | | Kim Schrier (D)                                                                                   |                              |                                |
| Washington           | 9         | Adam Smith (D)               | Adam Smith - 71,7%                            | Doug Basler - 28,3%                                             | | Adam Smith (D)                                                                                    |                              |                                |
| Washington           | 10        | Marilyn Strickland (D)       | Marilyn Strickland - 57,1%                    | Keith Swank - 42,9%                                             | | Marilyn Strickland (D)                                                                            |                              |                                |
| Wisconsin            | 1         |                              | Bryan Steil (R)                               | Ann Roe - 45,2%                                                 | Bryan Steil - 54,1% | Charles Barman (I) - 0,7%                                                                         |                              | Bryan Steil (R)                |
| Wisconsin            | 2         |                              | Mark Pocan (D)                                | Mark Pocan - 71,0%                                              | Erik Olsen - 26,9% | Douglas Alexander (I) - 2,0%                                                                      |                              | Mark Pocan (D)                 |
| Wisconsin            | 3         | Ron Kind (D)                 | Brad Pfaff - 48,2%                            | Derrick Van Orden - 51,8%                                       | |                                                                                                   | Derrick Van Orden (R)        |                                |
| Wisconsin            | 4         | Gwen Moore (D)               | Gwen Moore - 75,4%                            | Tim Rogers - 22,6%                                              | Robert Raymond (I) - 2,0%                                                                                                  |                                                                                                   | Gwen Moore (D)               |                                |
| Wisconsin            | 5         |                              | Scott L. Fitzgerald (R)                       | Mike Van Someren - 35,6%                                        | Scott L. Fitzgerald - 64,4%                                                                                                |                                                                                                   |                              | Scott L. Fitzgerald (R)        |
| Wisconsin            | 6         | Glenn Grothman (R)           | -                                             | Glenn Grothman                                                  | | Glenn Grothman (R)                                                                                |                              |                                |
| Wisconsin            | 7         | Tom Tiffany (R)              | Richard Ausman - 38,1%                        | Tom Tiffany - 61,9%                                             | | Tom Tiffany (R)                                                                                   |                              |                                |
| Wisconsin            | 8         | Mike Gallagher (R)           | -                                             | Mike Gallagher - 73,5%                                          | Paul Boucher (I) - 16,0% Jacob VandenPlas (L) - 10,5%                                                                      | Mike Gallagher (R)                                                                                |                              |                                |
| Wyoming              | Unico     | Liz Cheney (R)               | Lynnette Grey Bull - 24,9%                    | Harriet Hageman - 69,8%                                         | Richard Brubaker (L) - 2,9% Marissa Selvig (C) - 2,4%                                                                      | Harriet Hageman (R)                                                                               |                              |                                |